# Biserica de lemn din Iclănzel

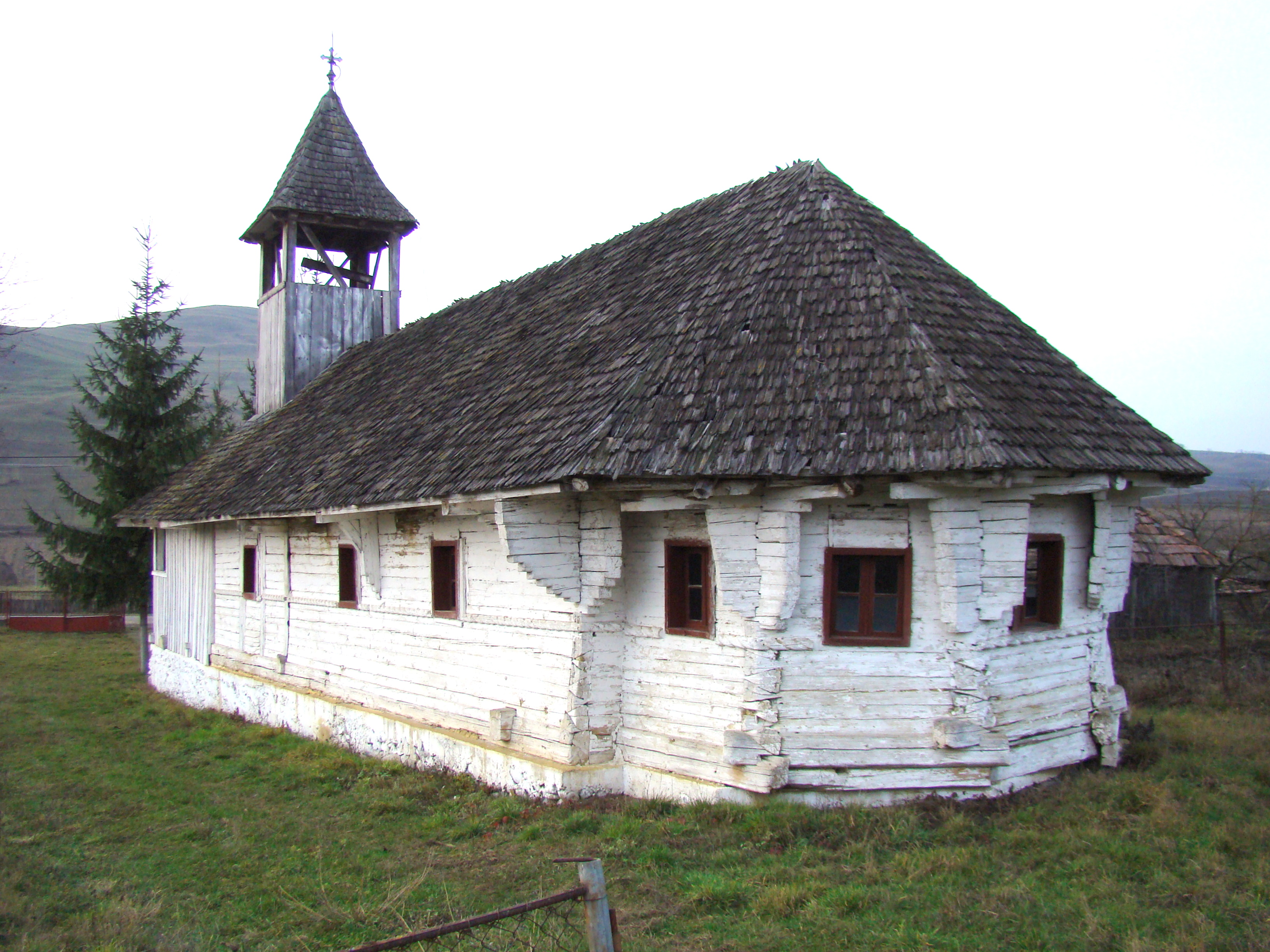
Biserica de lemn „Sfinţii Arhangheli” din Mădărăşeni, judeţul Mureş, adusă din localitatea învecinată Iclănzel; foto: decembrie 2009.

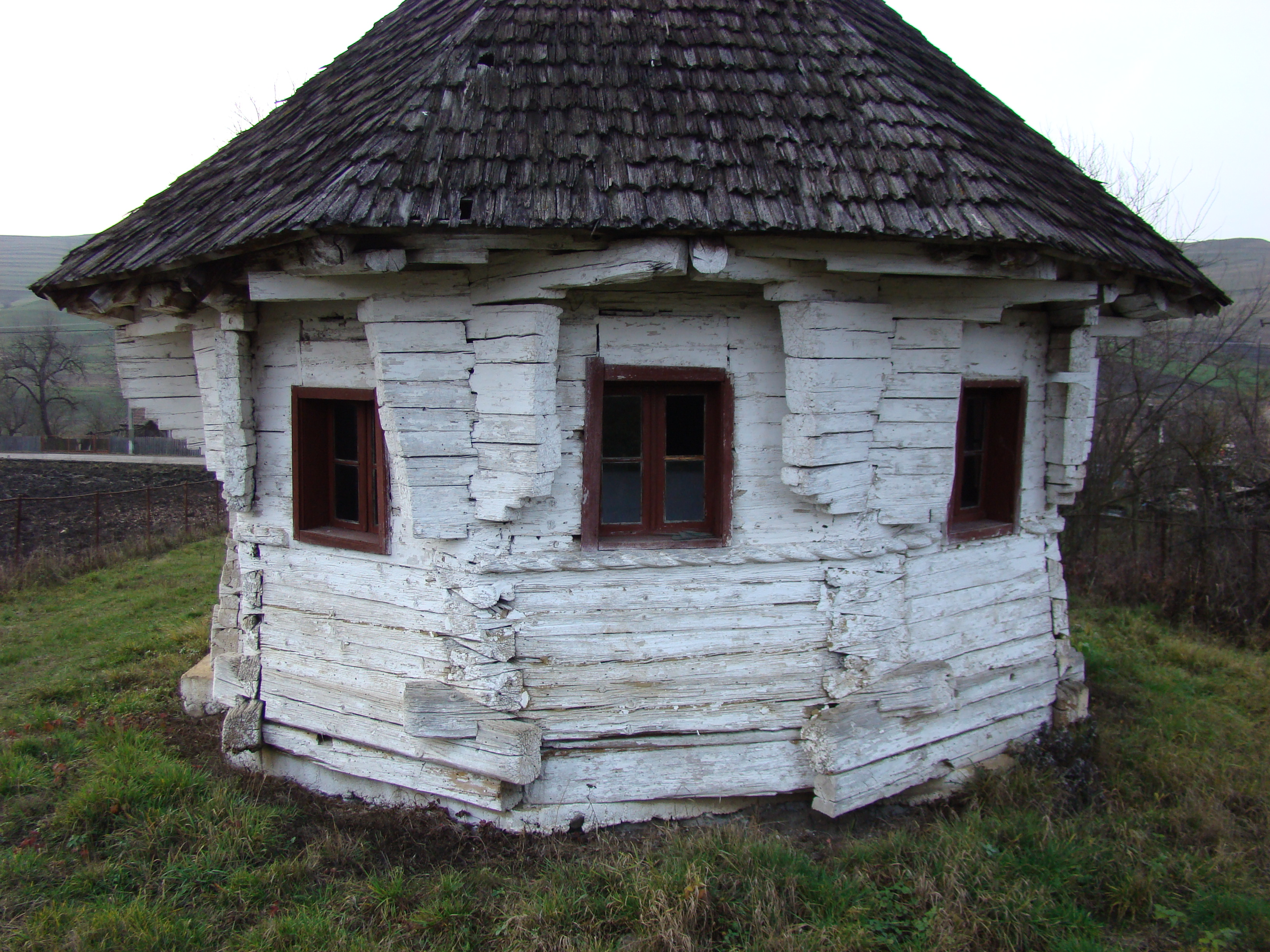
Absida altarului

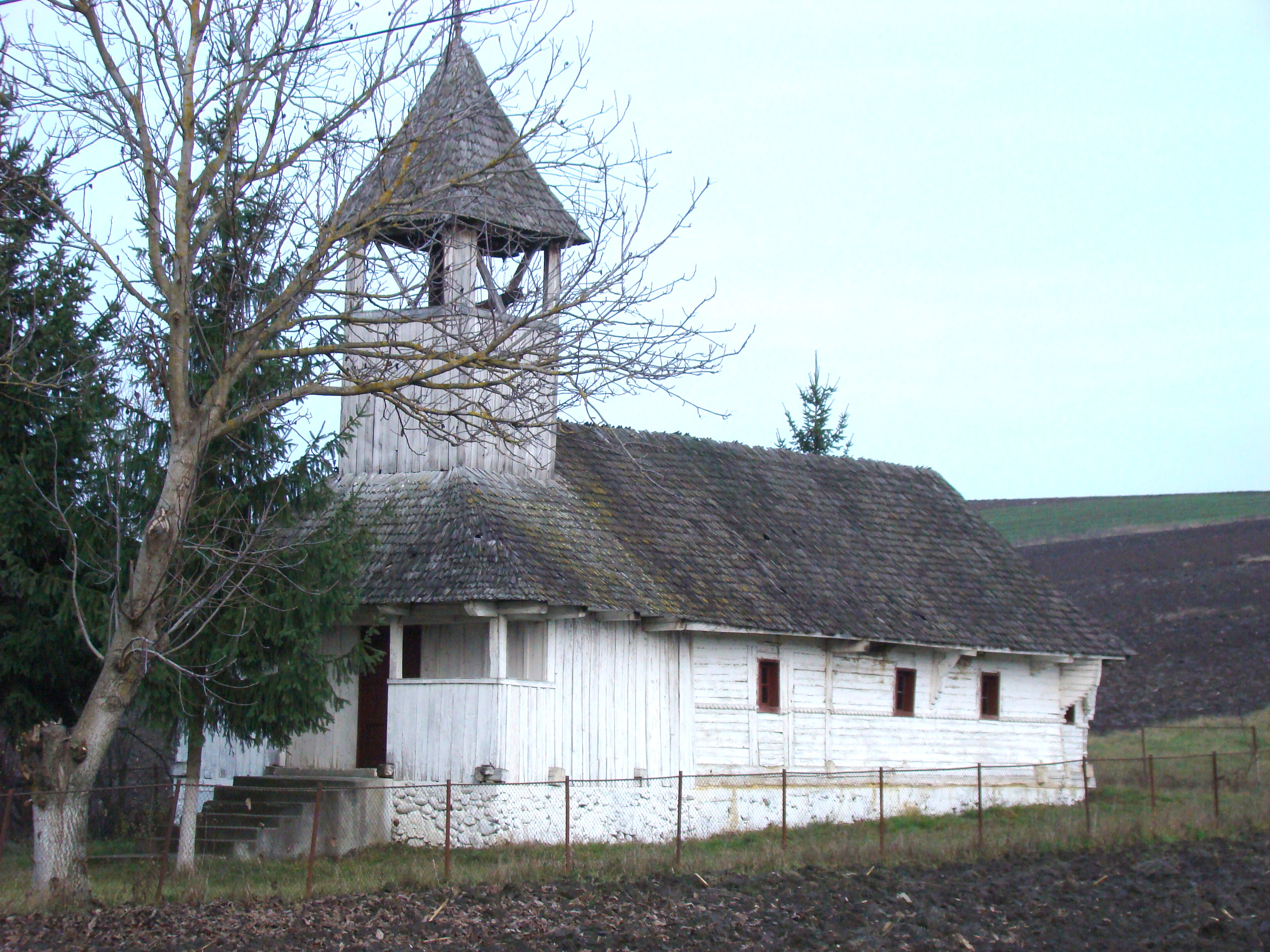
Biserica (sud-vest)

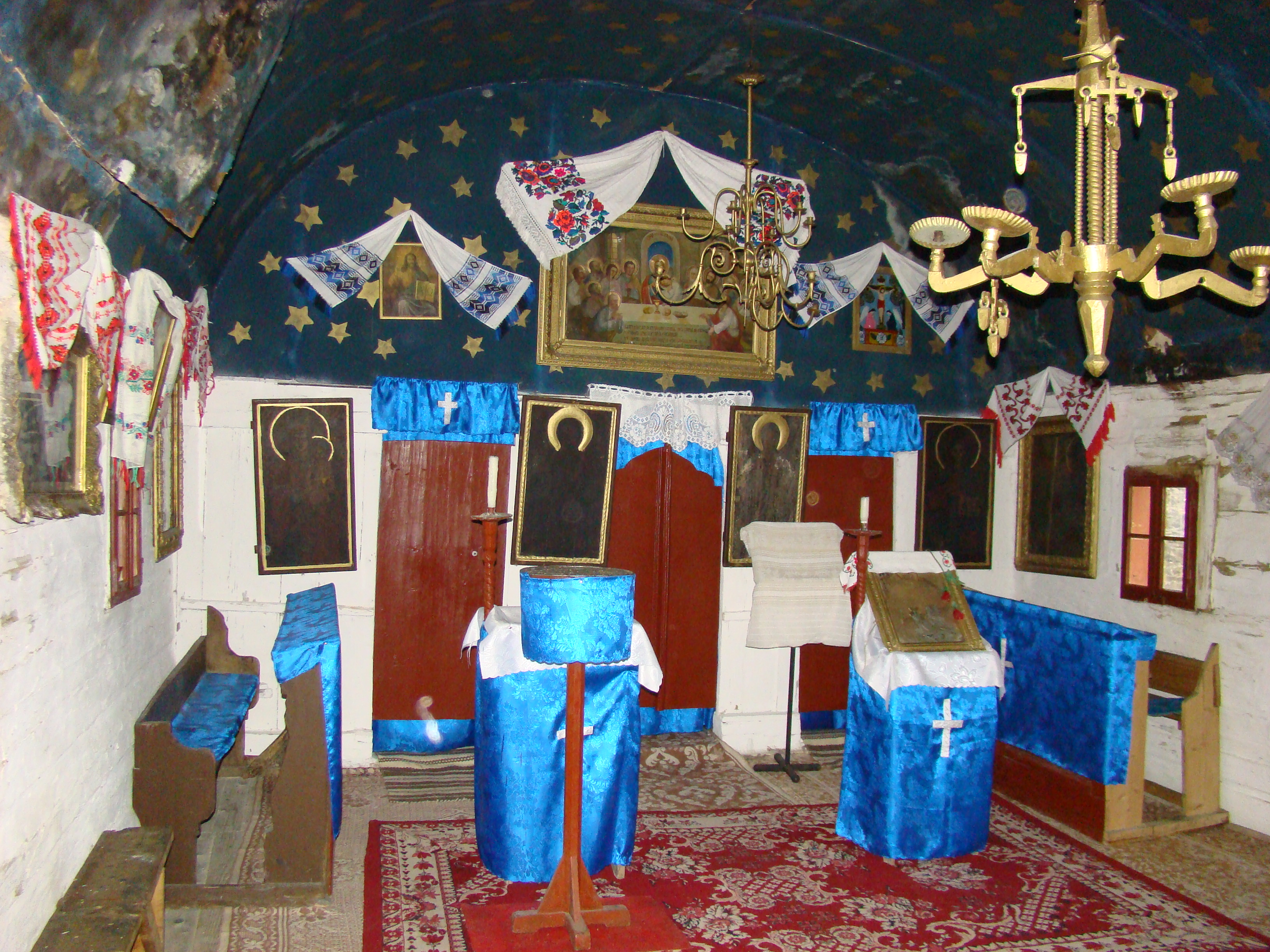
Nava spre iconostas

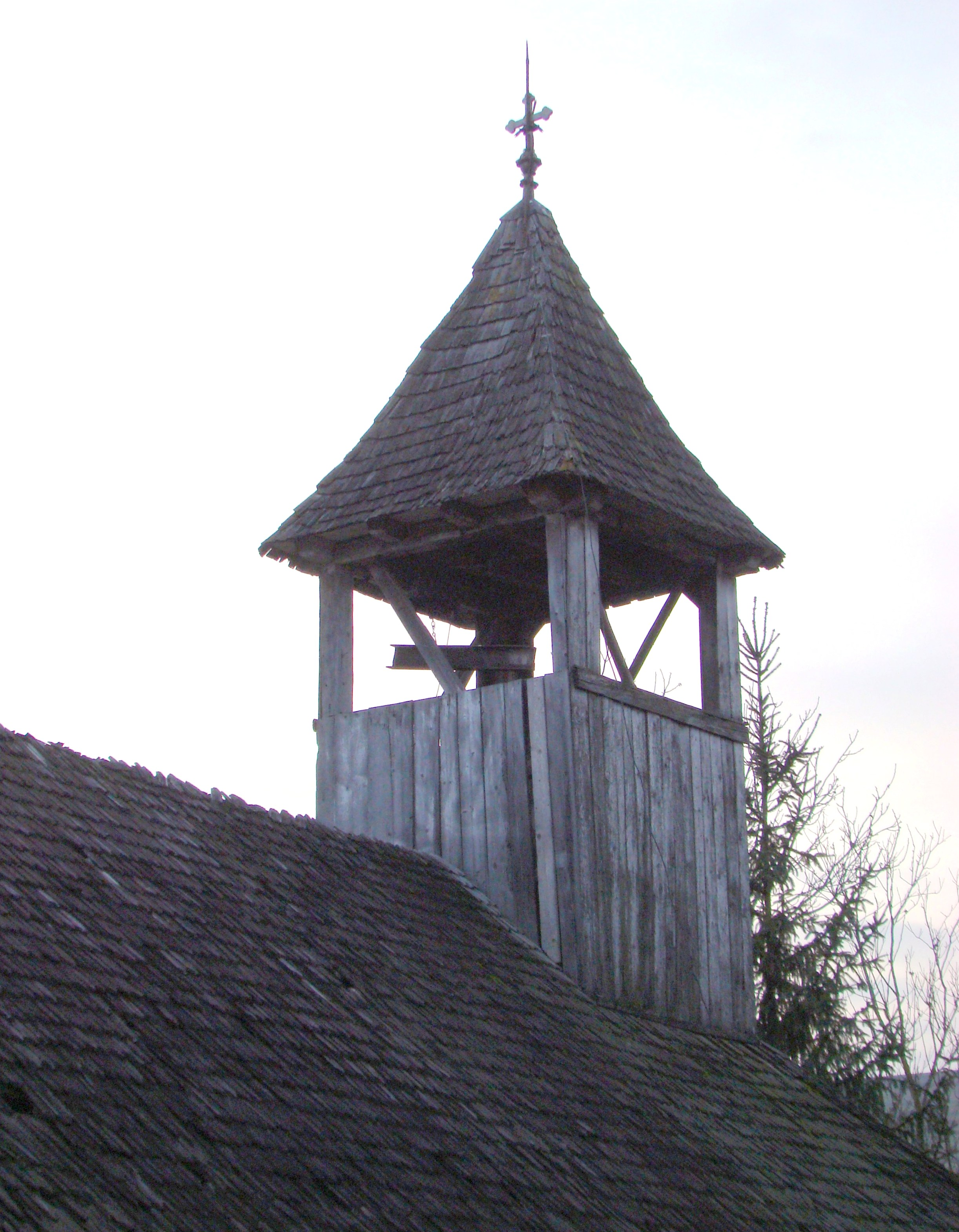
Turnul-clopotniţă

Biserica de lemn din Iclănzel a fost mutată, în anul 1980, în cătunul învecinat Mădărășeni. În imediata apropiere a locului pe care se afla biserica de lemn a fost construită o biserică nouă de zid având hramul „Sfântul Vasile cel Mare”. Vechea biserică de lemn a fost construită în secolul XVIII și avea hramul „Sfinții Apostoli Petru și Pavel”. După mutatea în satul Mădărășeni, biserica a primit hramul „Sfinții Arhangheli Mihail și Gavriil”. Necesită o reparare urgentă a acoperișului. Biserica se află înscrisă pe lista monumentelor istorice sub codul:  MS-II-m-B-15702.

## Istoric și trăsături
Biserica datează de la sfârșitul secolului al XVII-lea sau de la începutul celui anterior. Ea a suferit două schimbări de amplasament. În anul 1888 a fost adusă din valea Iclănzelului, prilej cu care a primit, pe latura de vest, un pridvor cu o clopotniță (până atunci adăpostul clopotelor era separat). Practicându-se o nouă intrare pe latura de vest, a fost defințată cea de pe latura sudică. Tot atunci au fost tăiate ferestre mari, iar linia decroșurilor a fost dispusă teșit.
În deceniul șase al secolului trecut s-a construit o biserică de zid lângă ea, la mică distanță, fapt ce trăda intenția demolării ei, de îndată ce va fi gata noul lăcaș. Demolarea a fost însă oprită, iar în anii 1979-1981 biserica a fost strămutată în cătunul Mădărășeni. I-a fost adăugată o încăpere închisă cu clopotniță deasupra, precedată de o prispă. S-a refăcut acoperirea interioară, respectându-se structura inițială a bolții comune întregului spațiu, cu timpan pe vest și panouri curbe pe est.
Se păstrează și o parte din icoanele ce au împodobit fruntariul lăcașului de cult, din păcate uleite; prin restaurare s-ar putea situa printre realizările de frunte ale primei jumătăți a secolului al XVIII-lea.

## Imagini din exterior

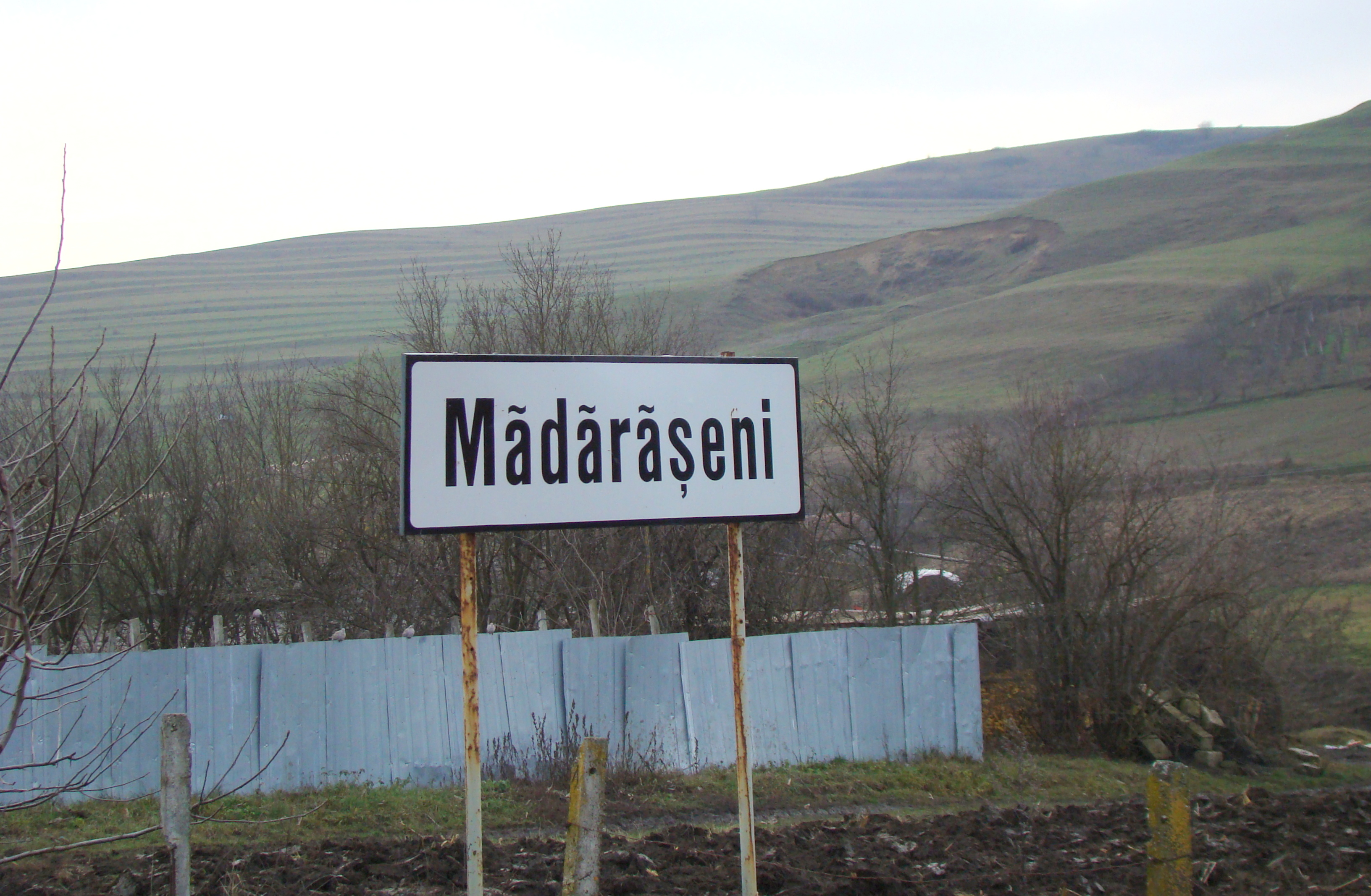
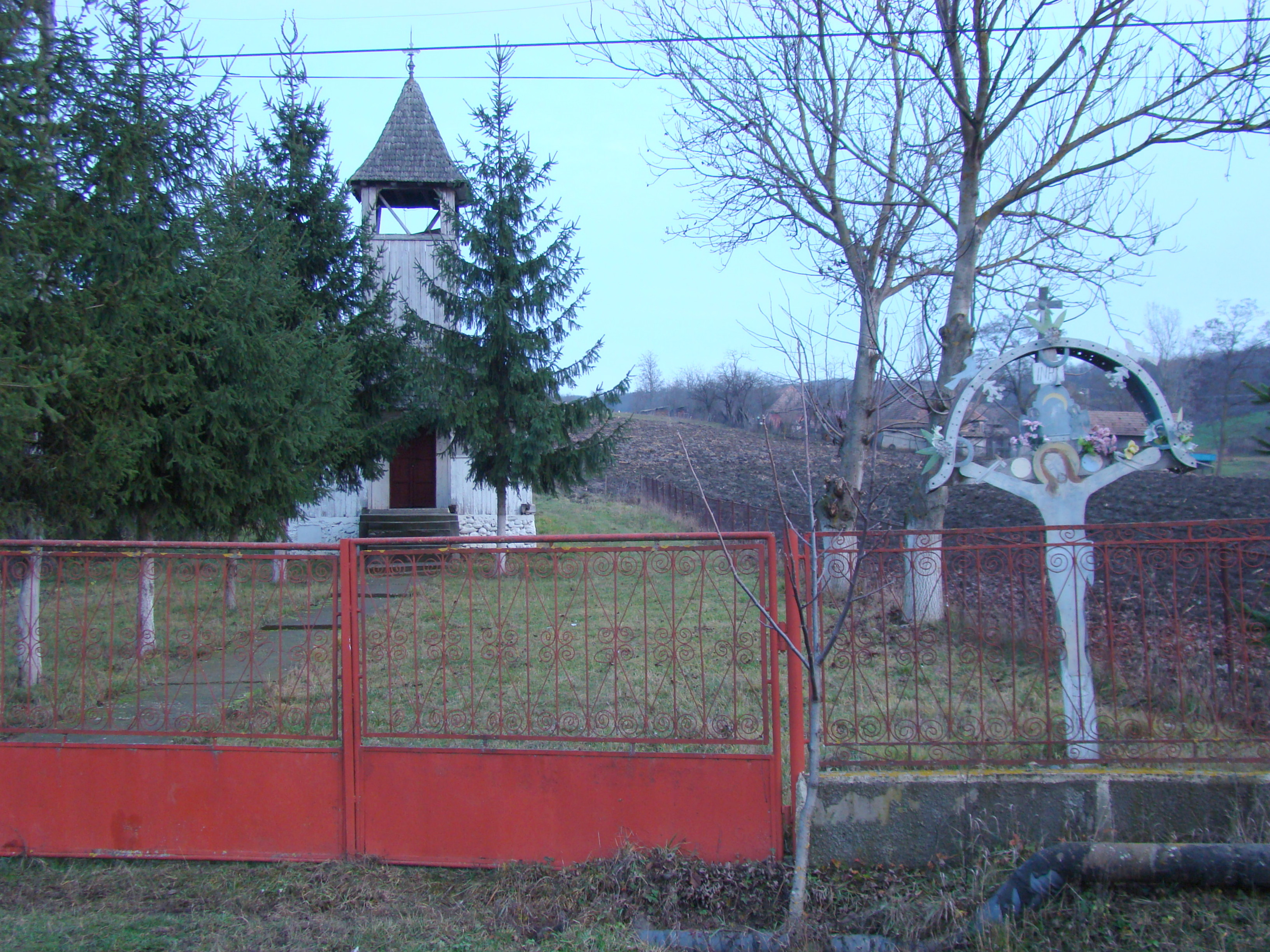
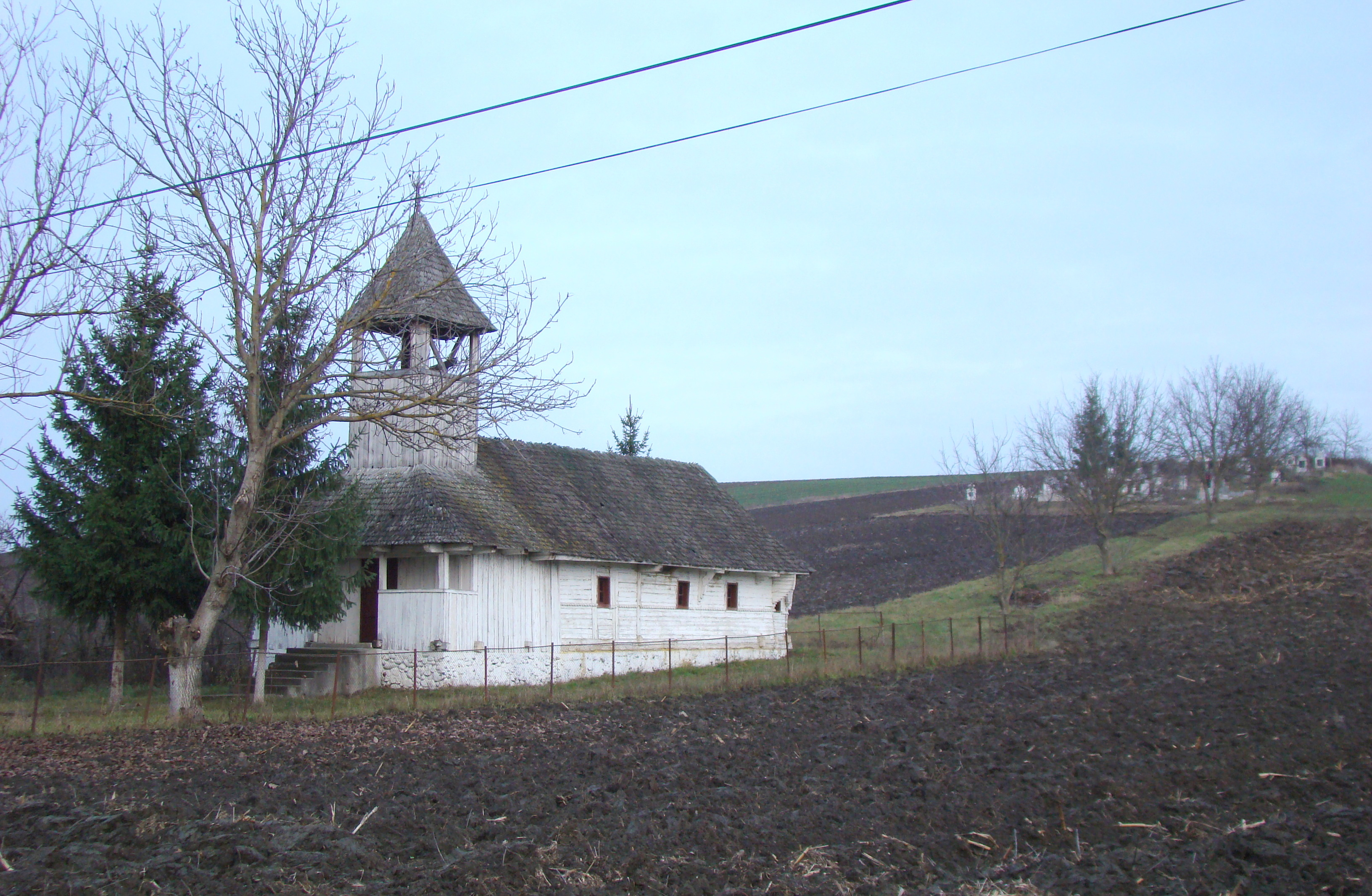
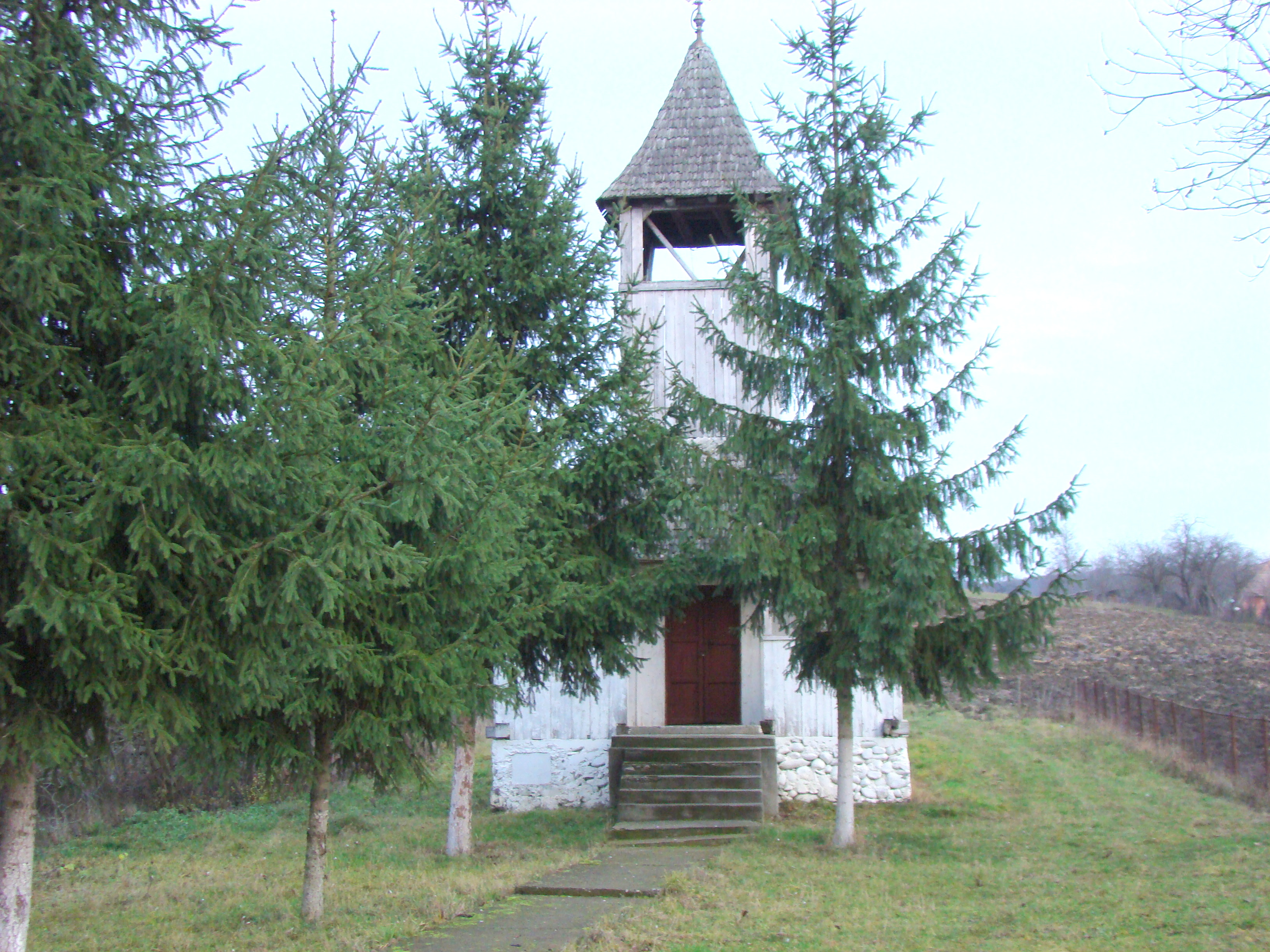
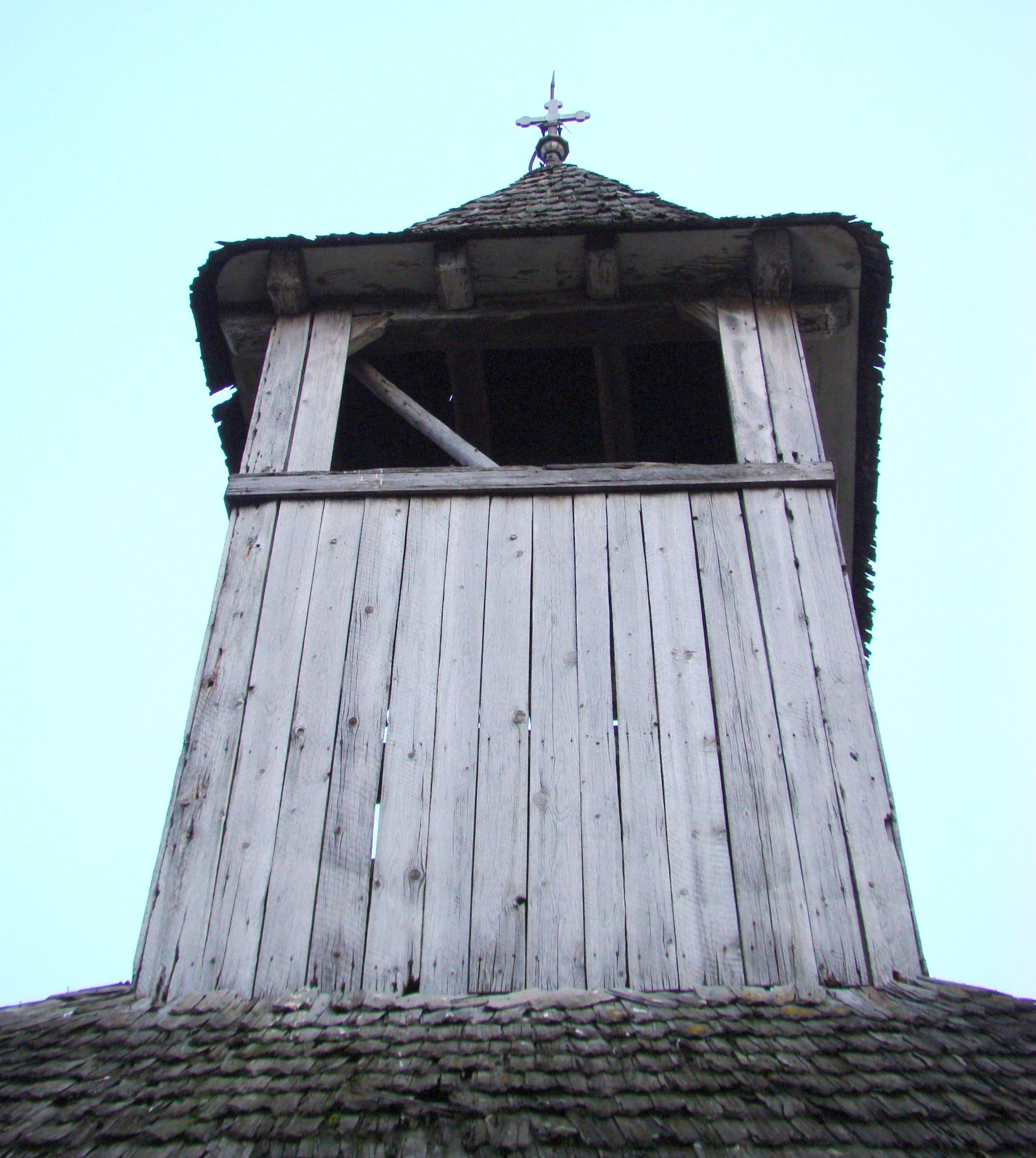
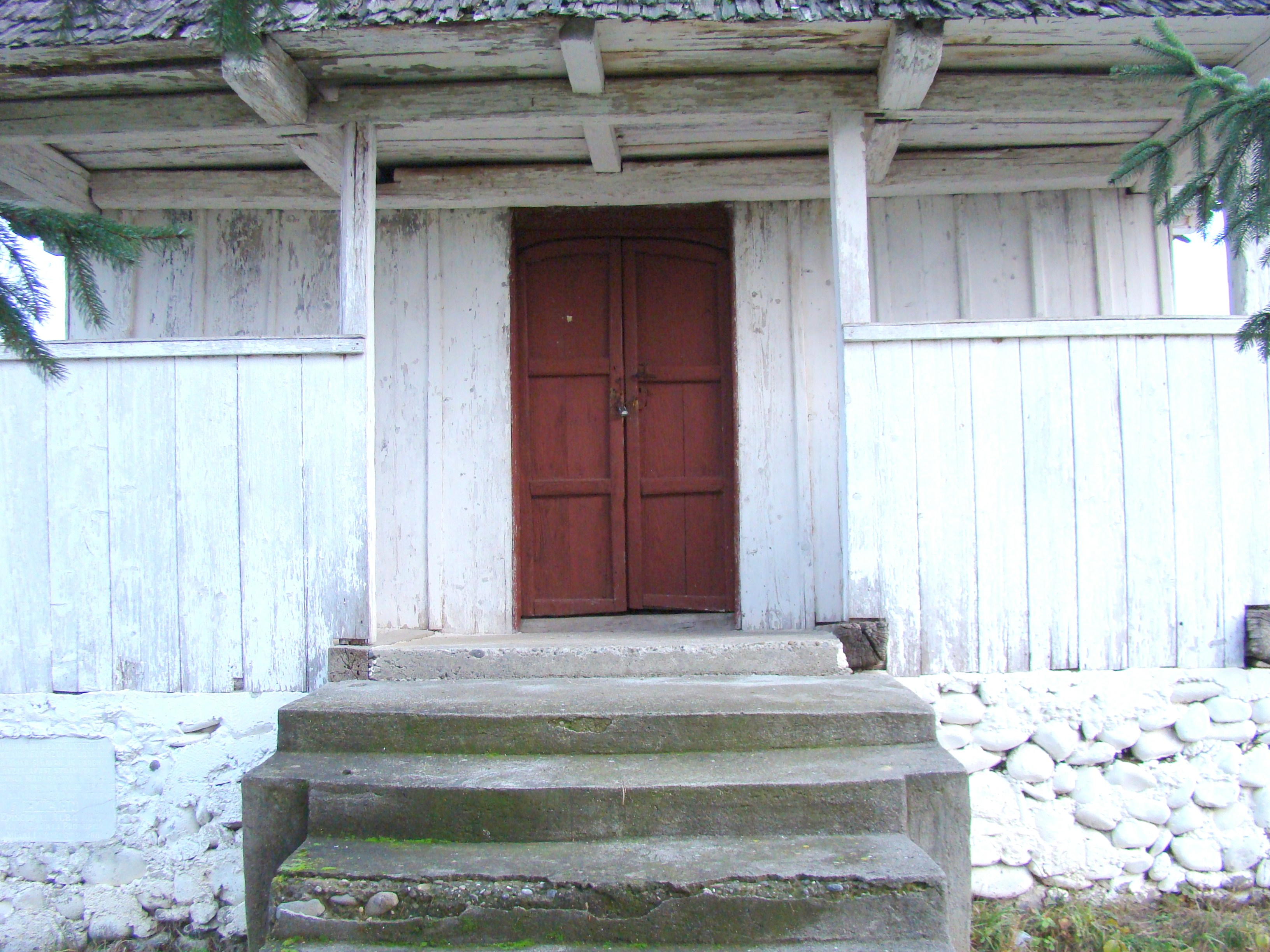
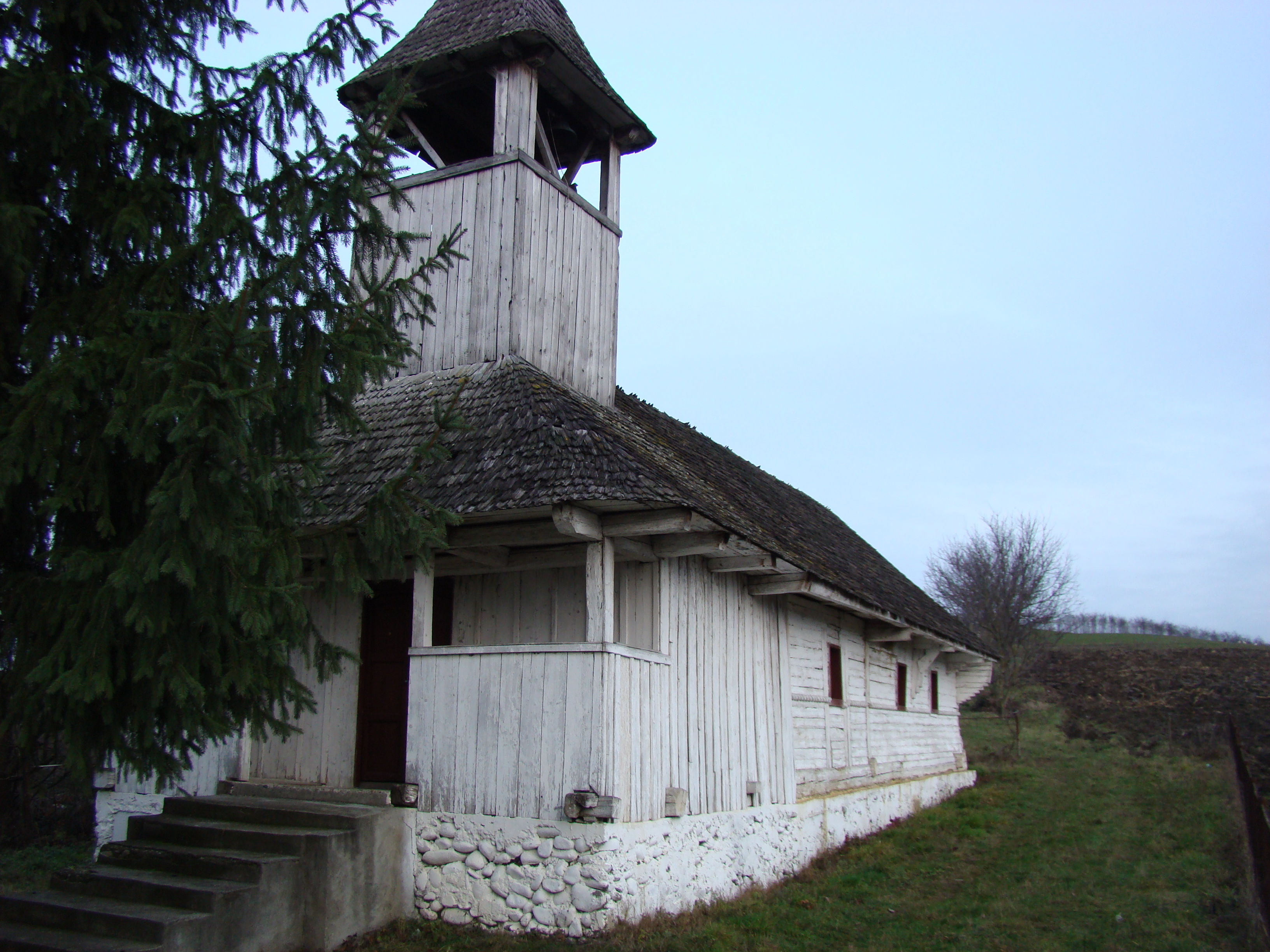
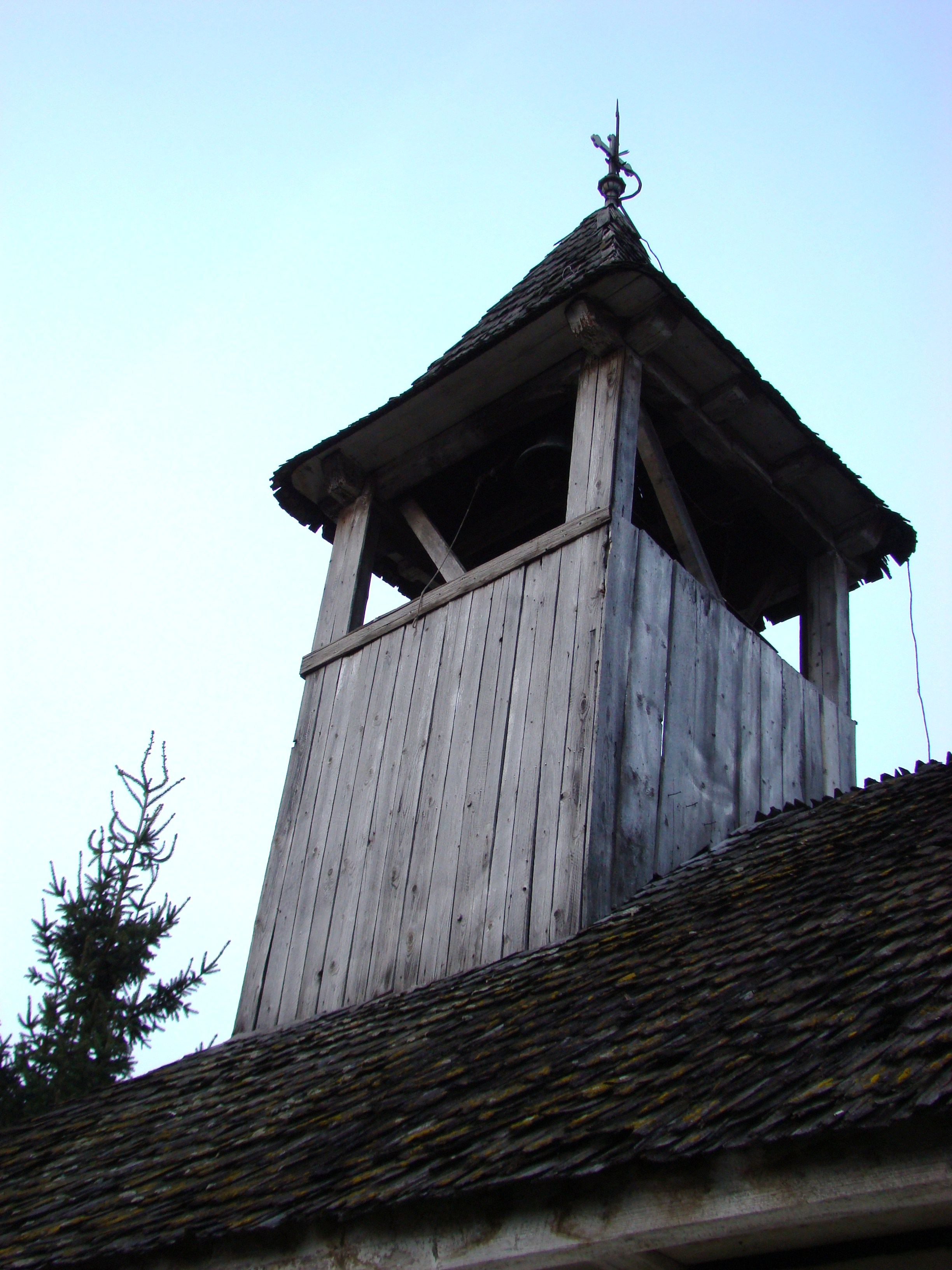
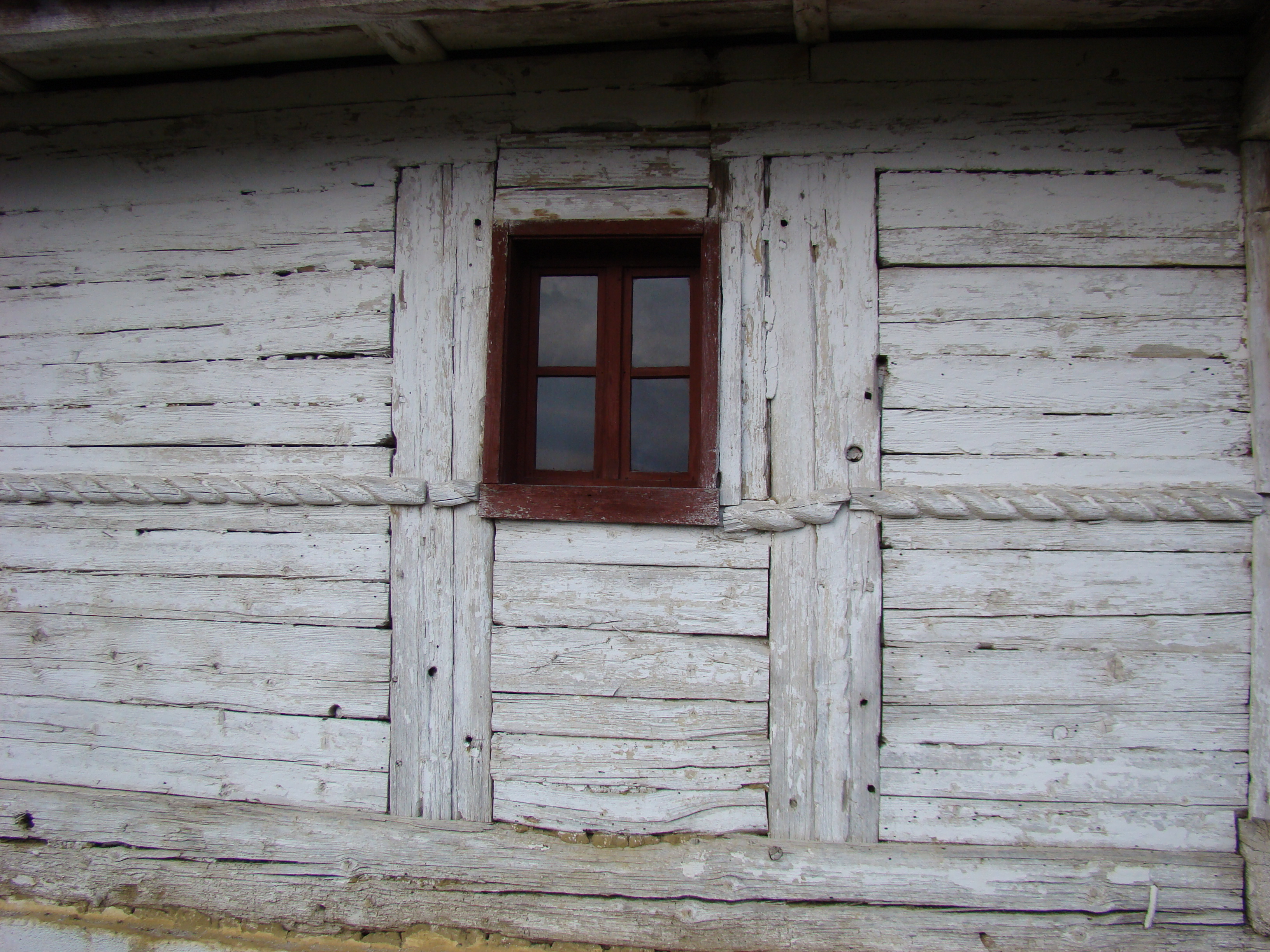
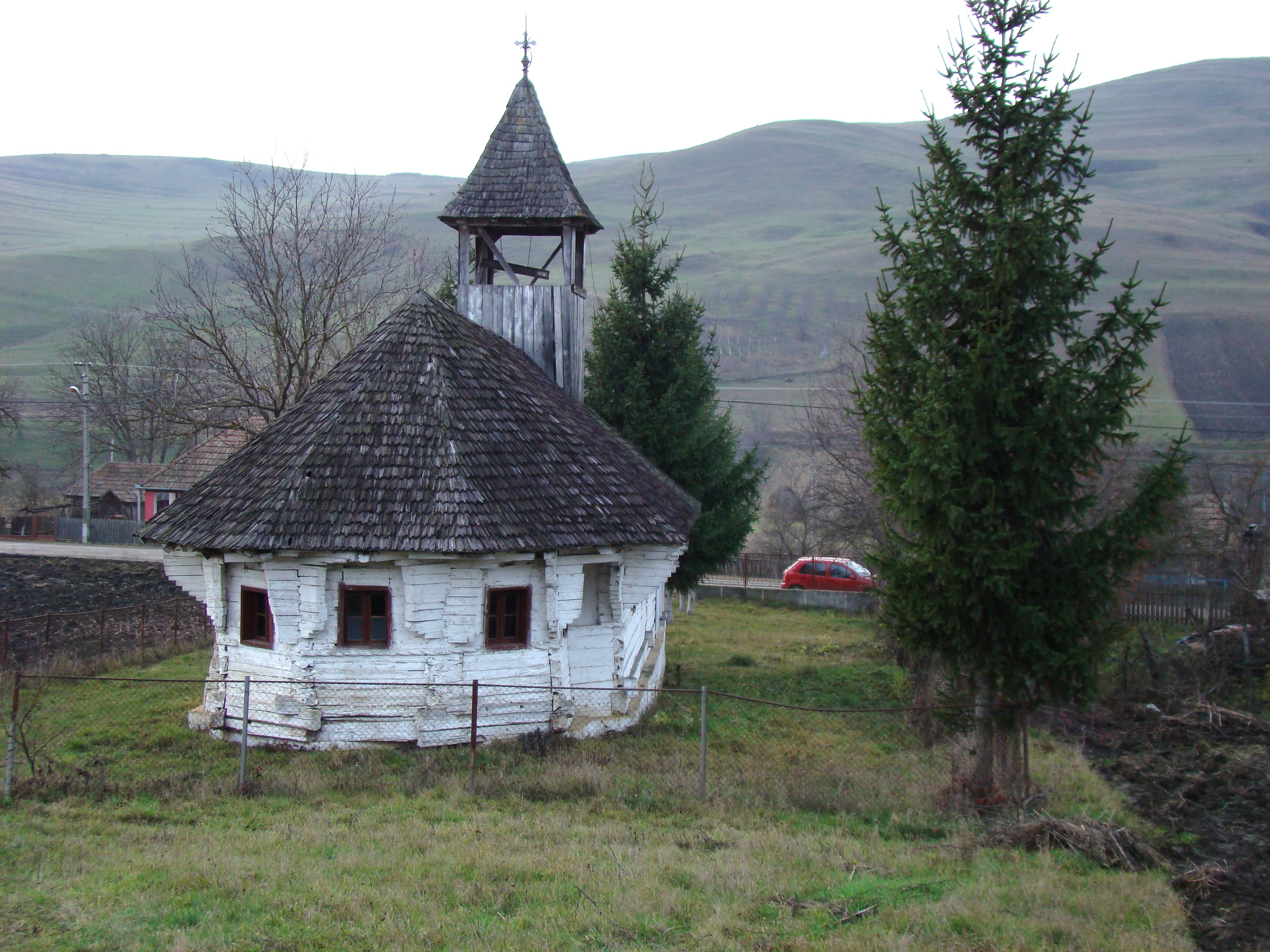
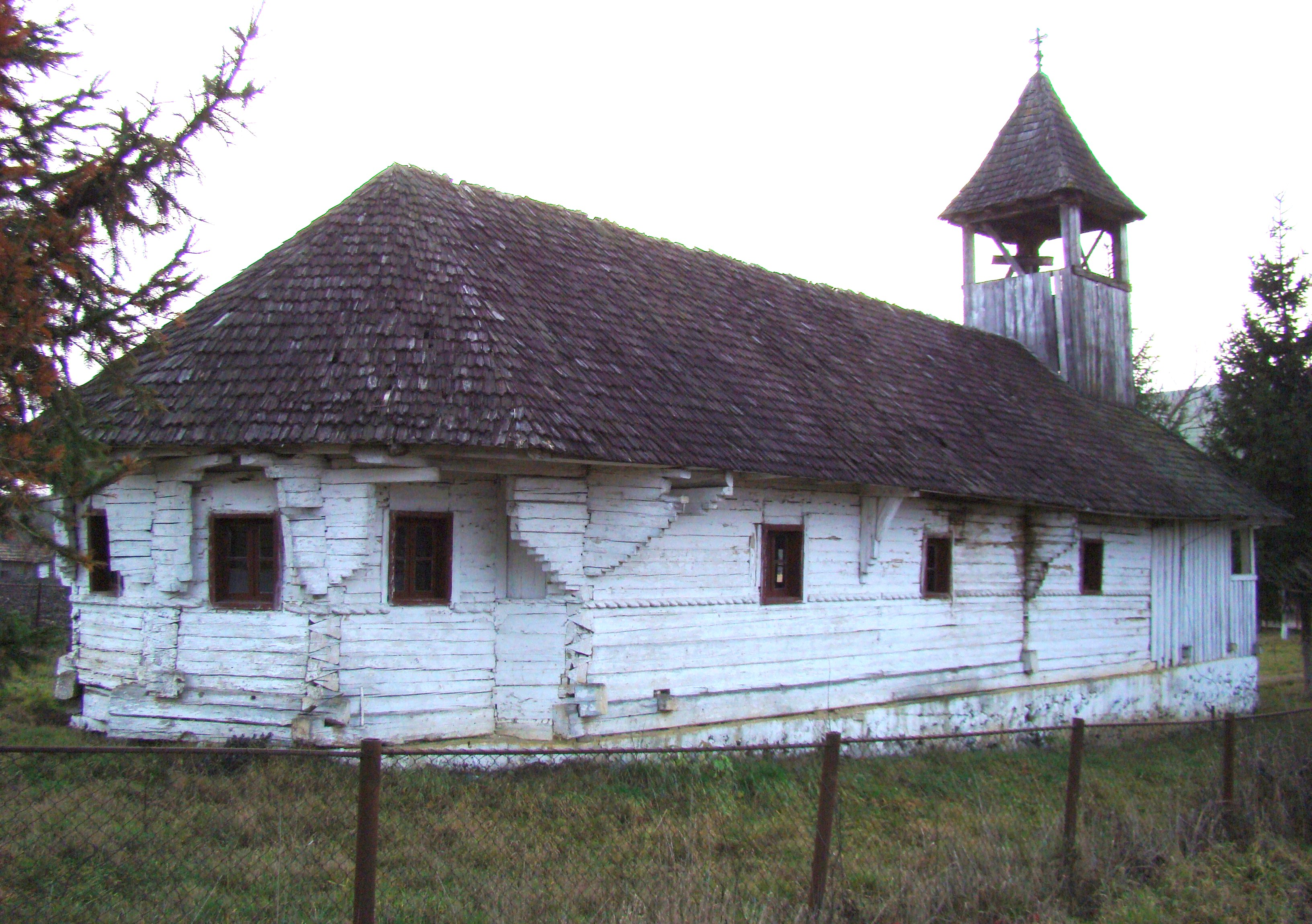
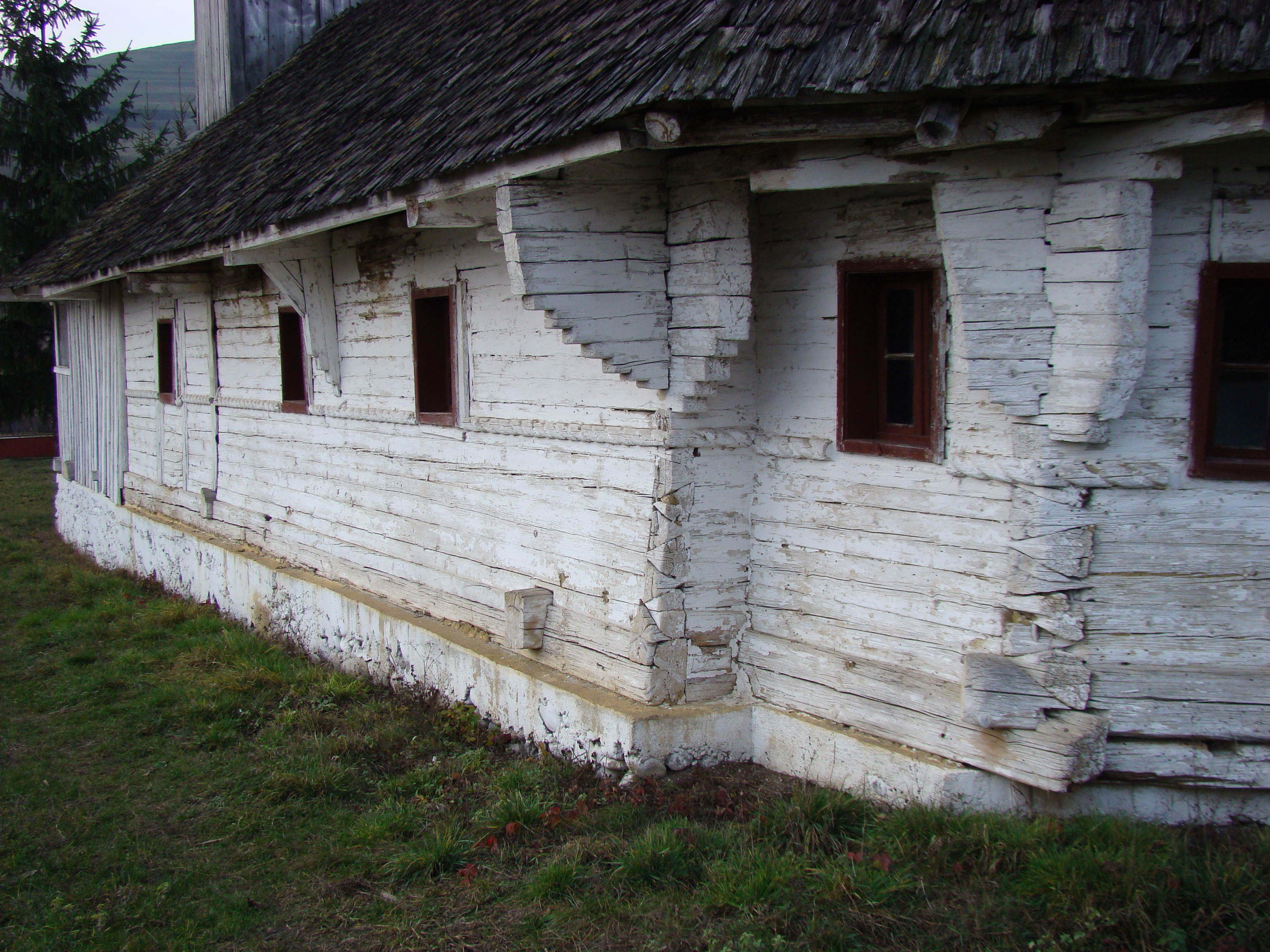
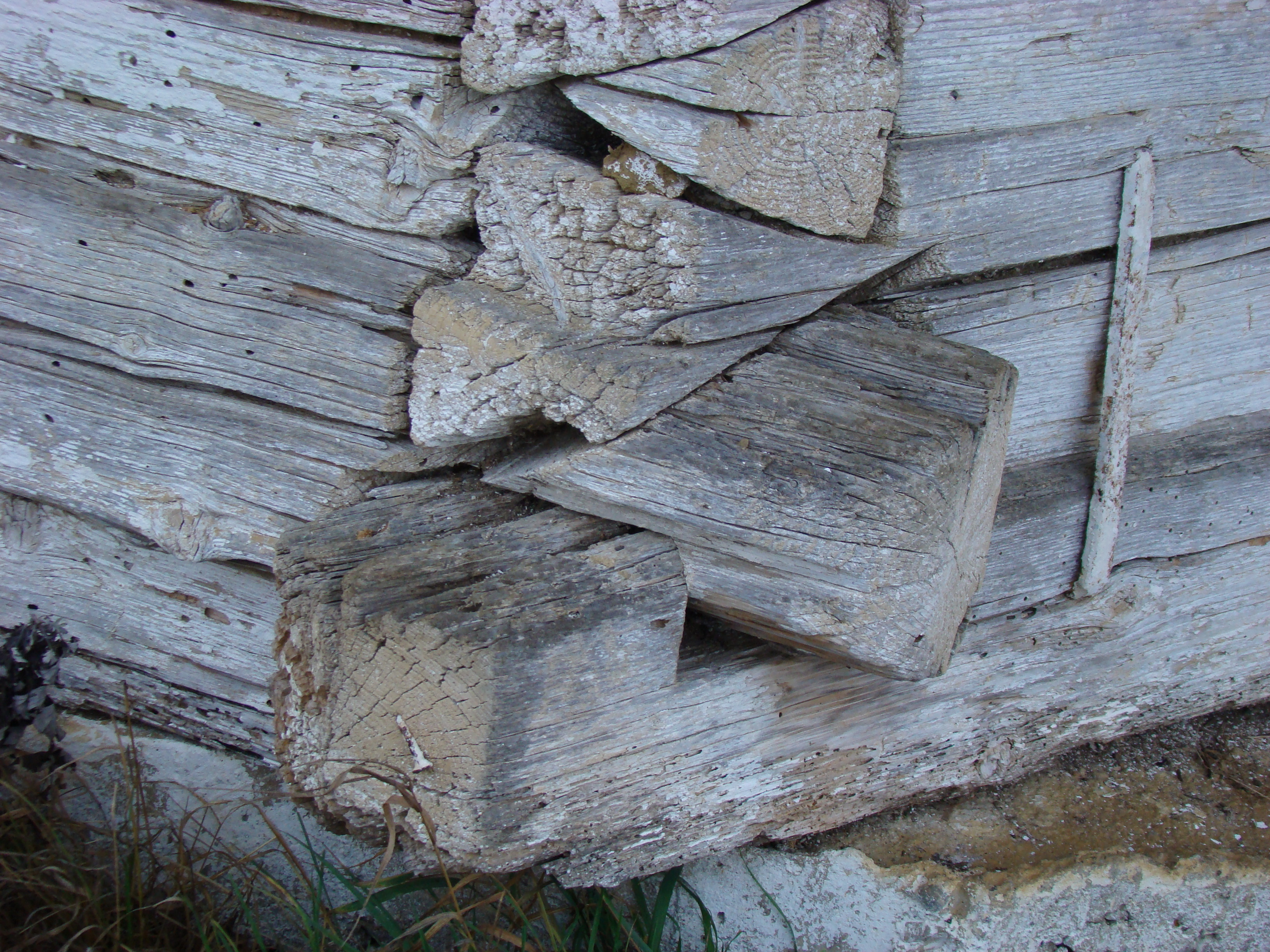
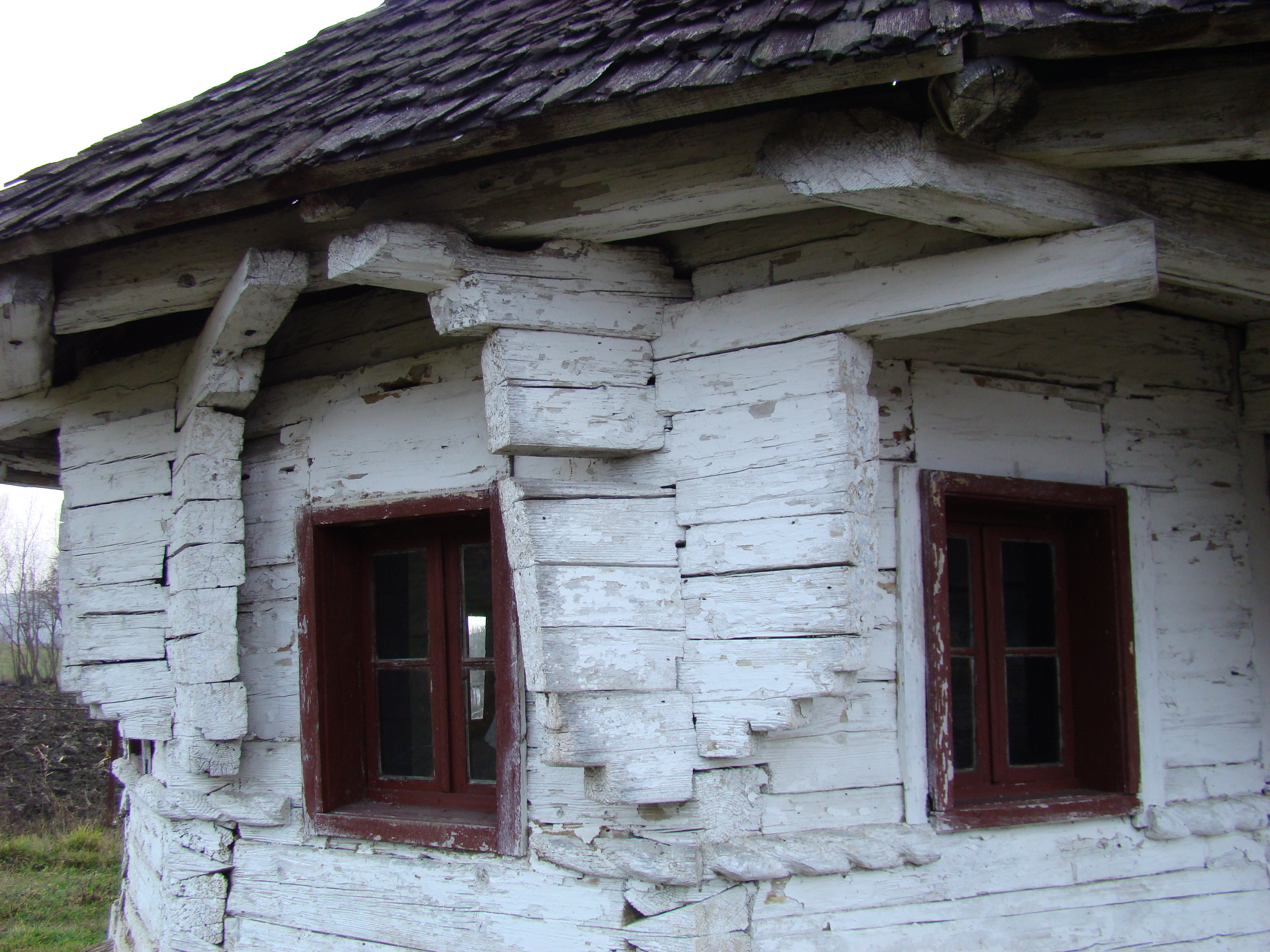
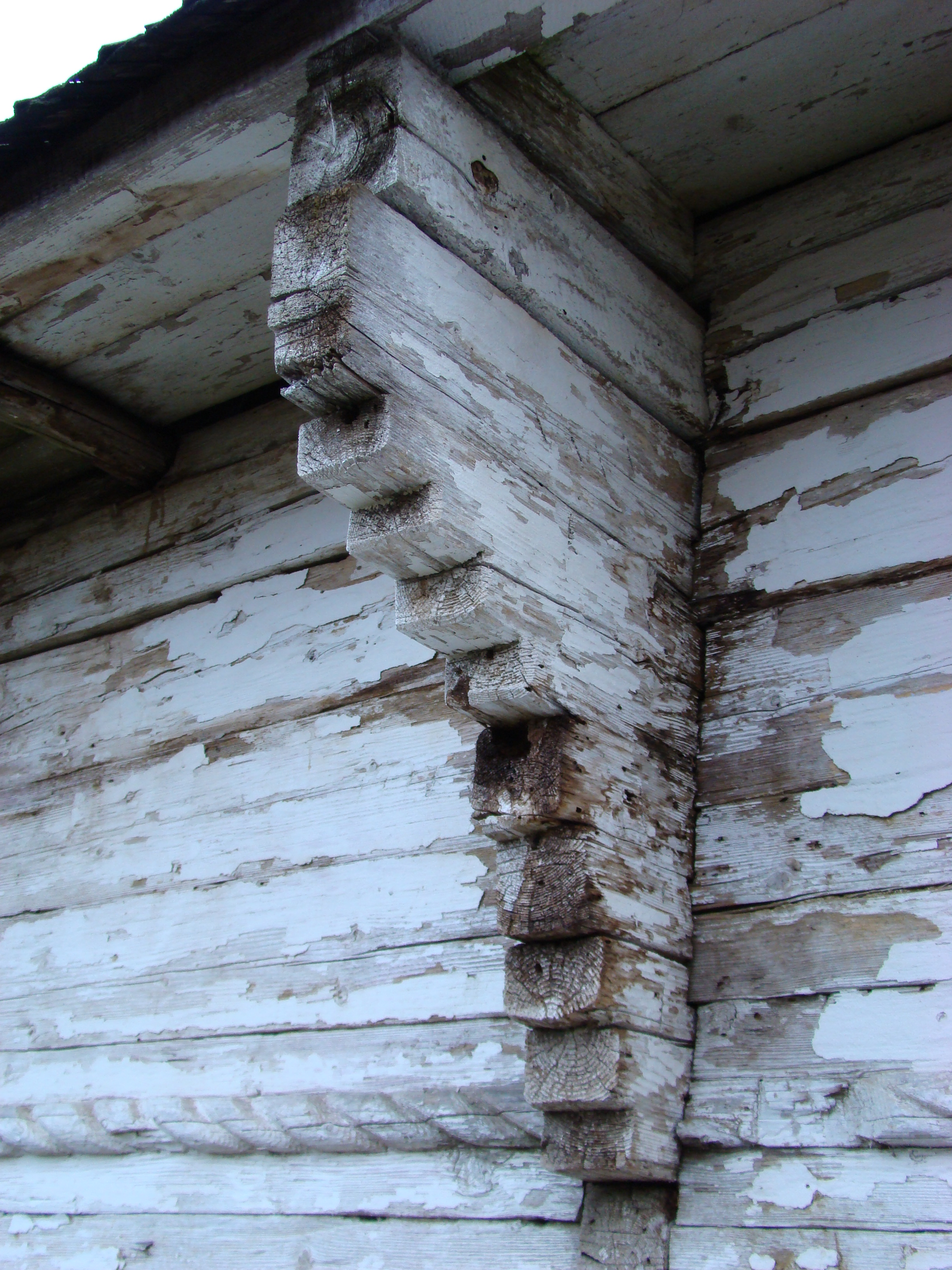
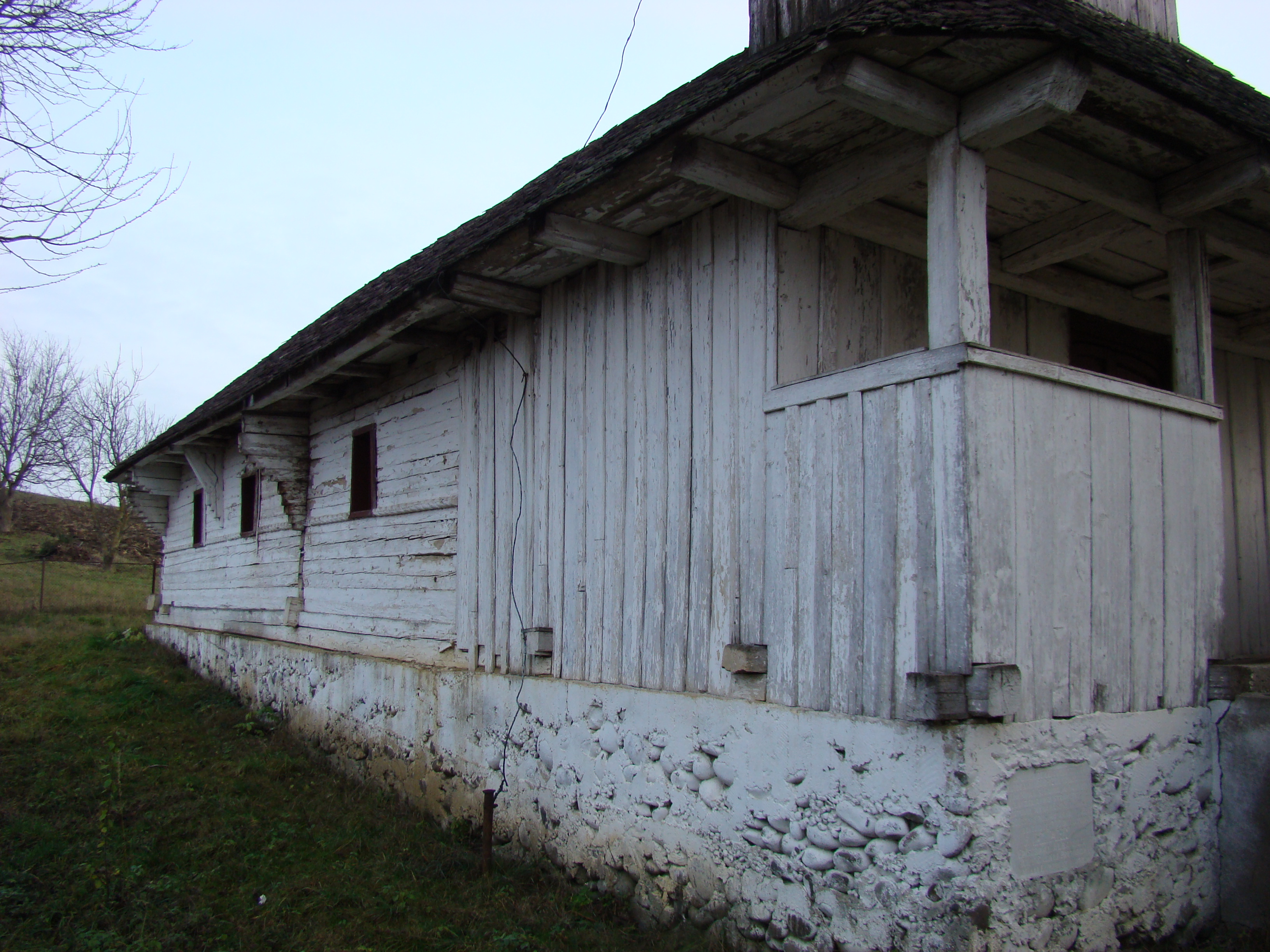

## Alte Imagini

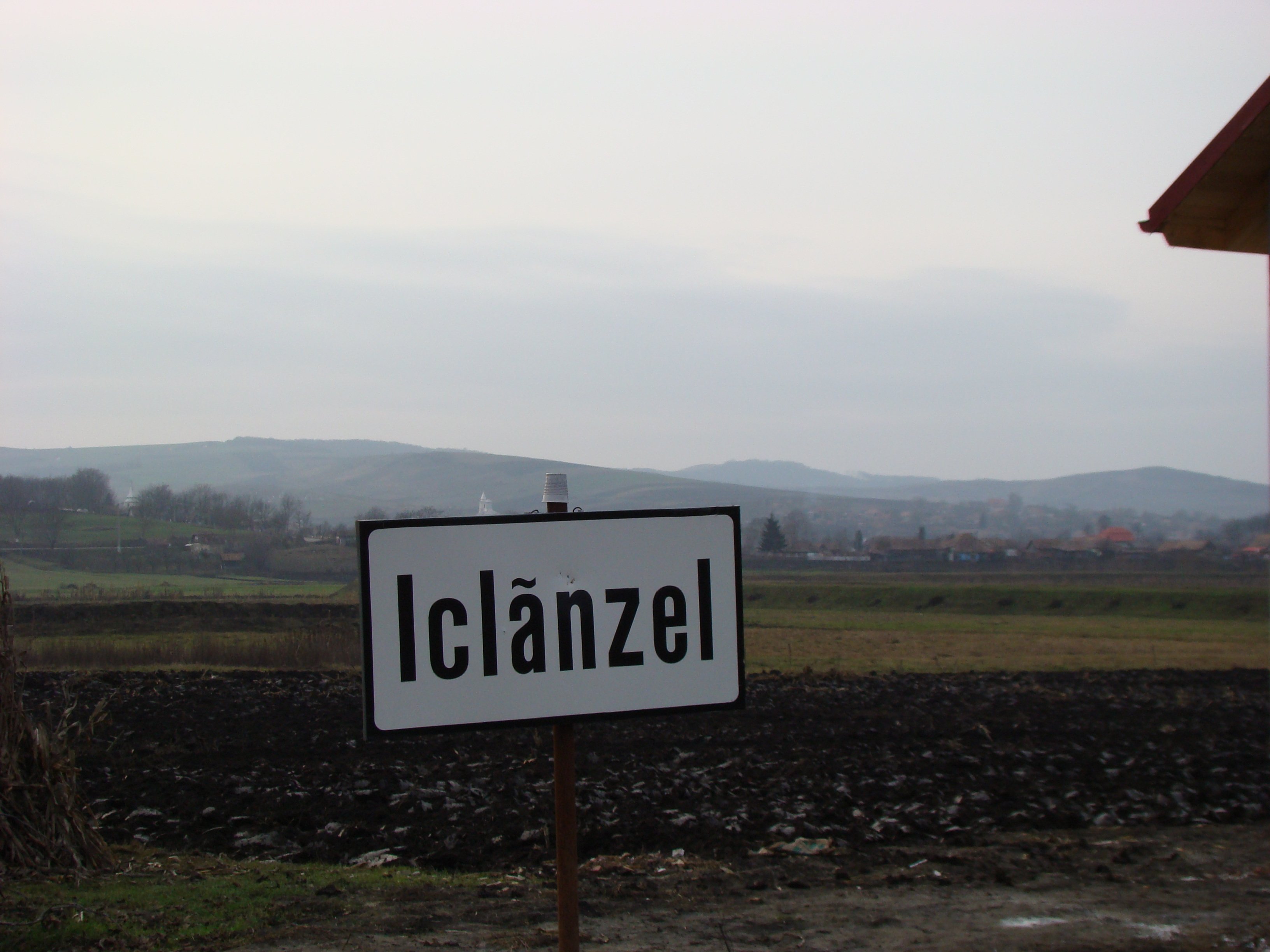
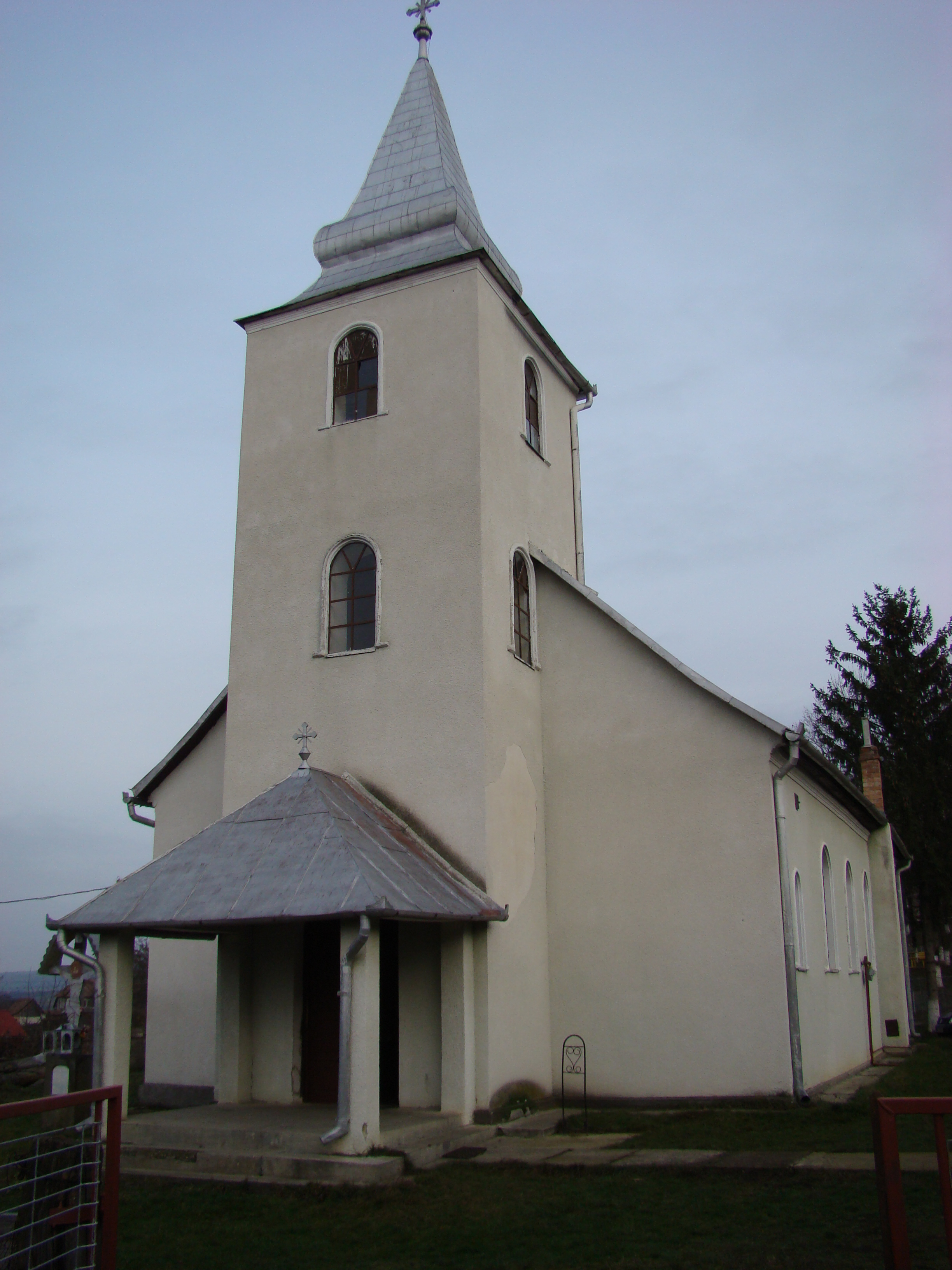

## Imagini din interior

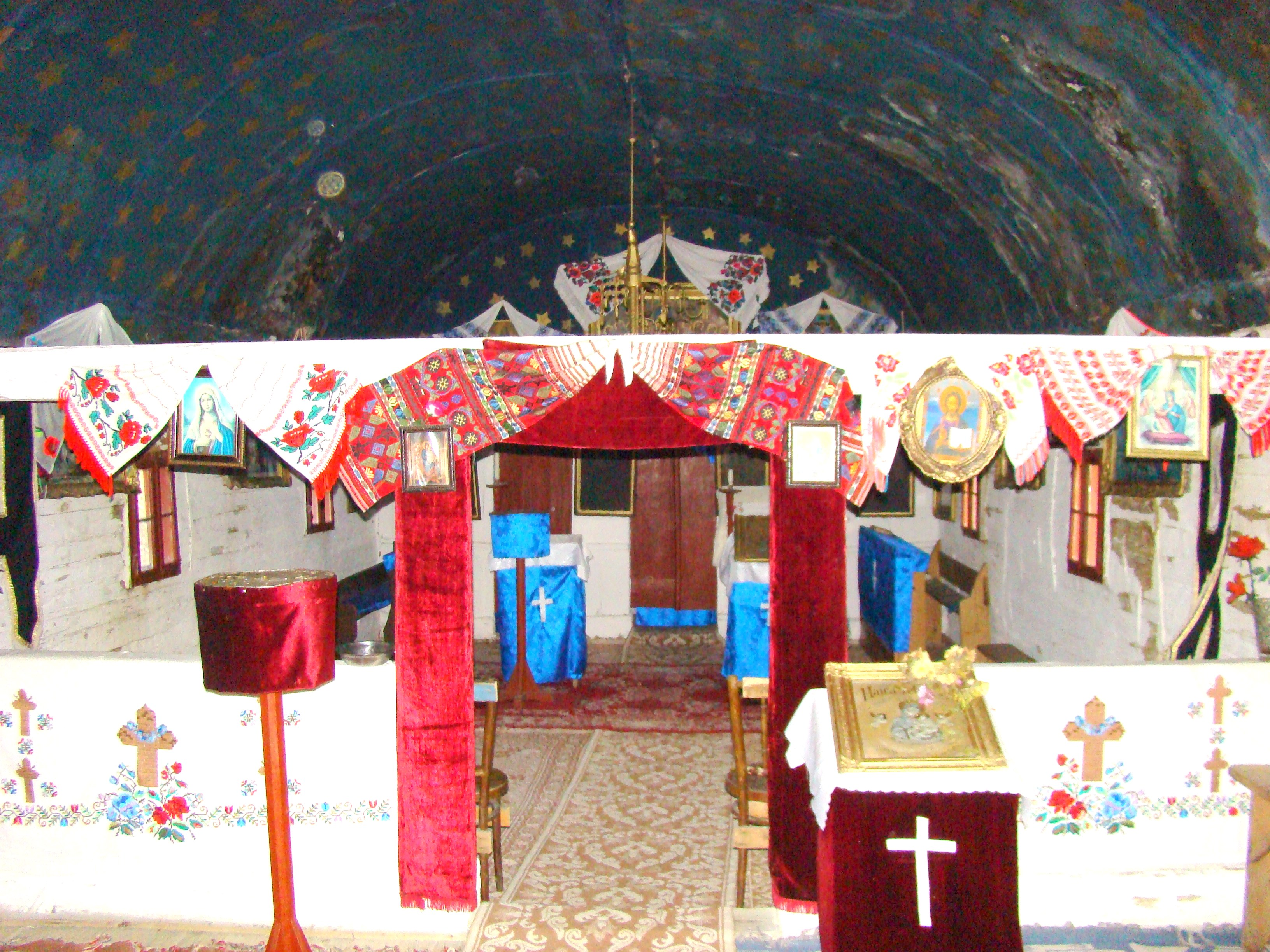
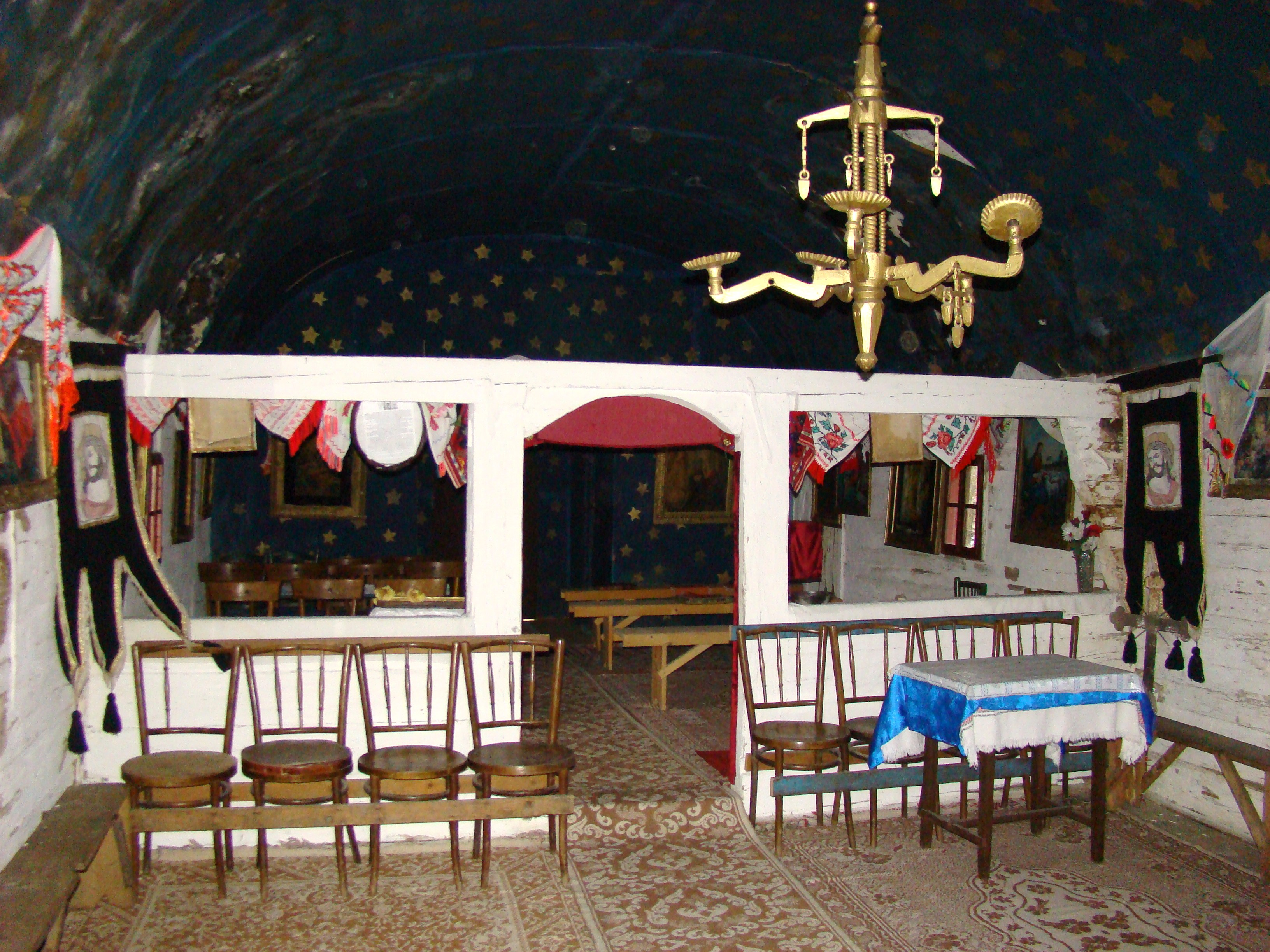
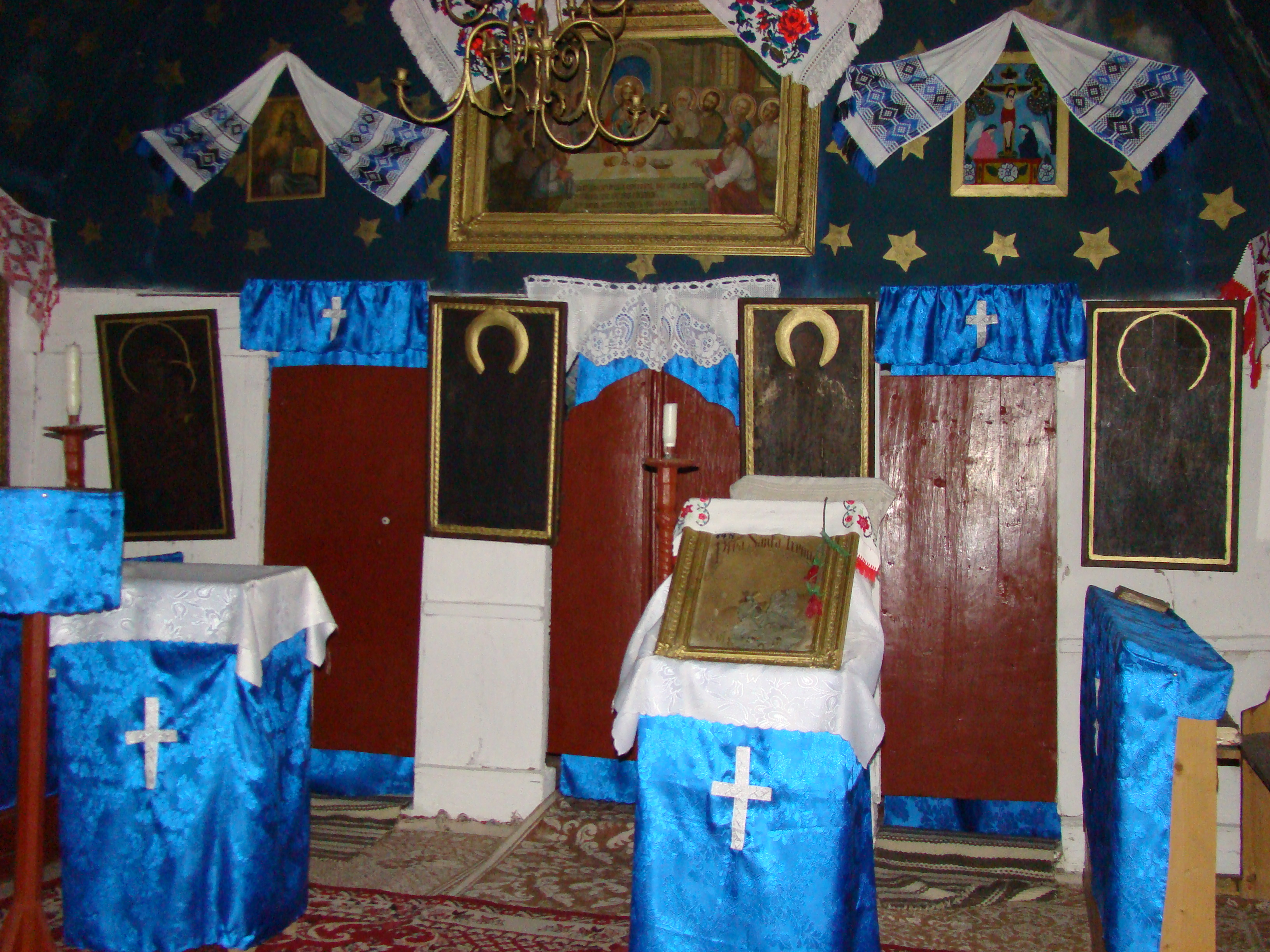
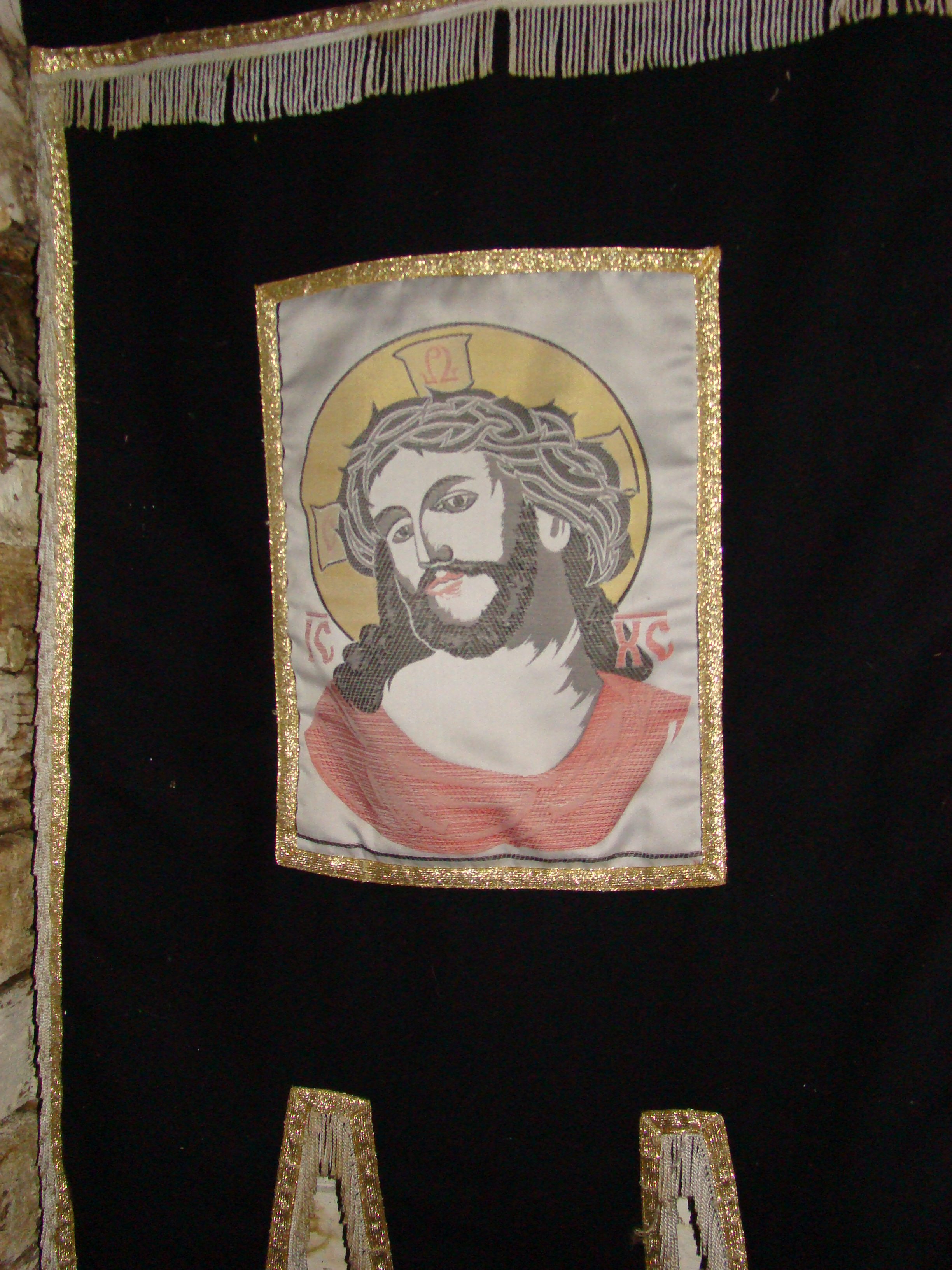
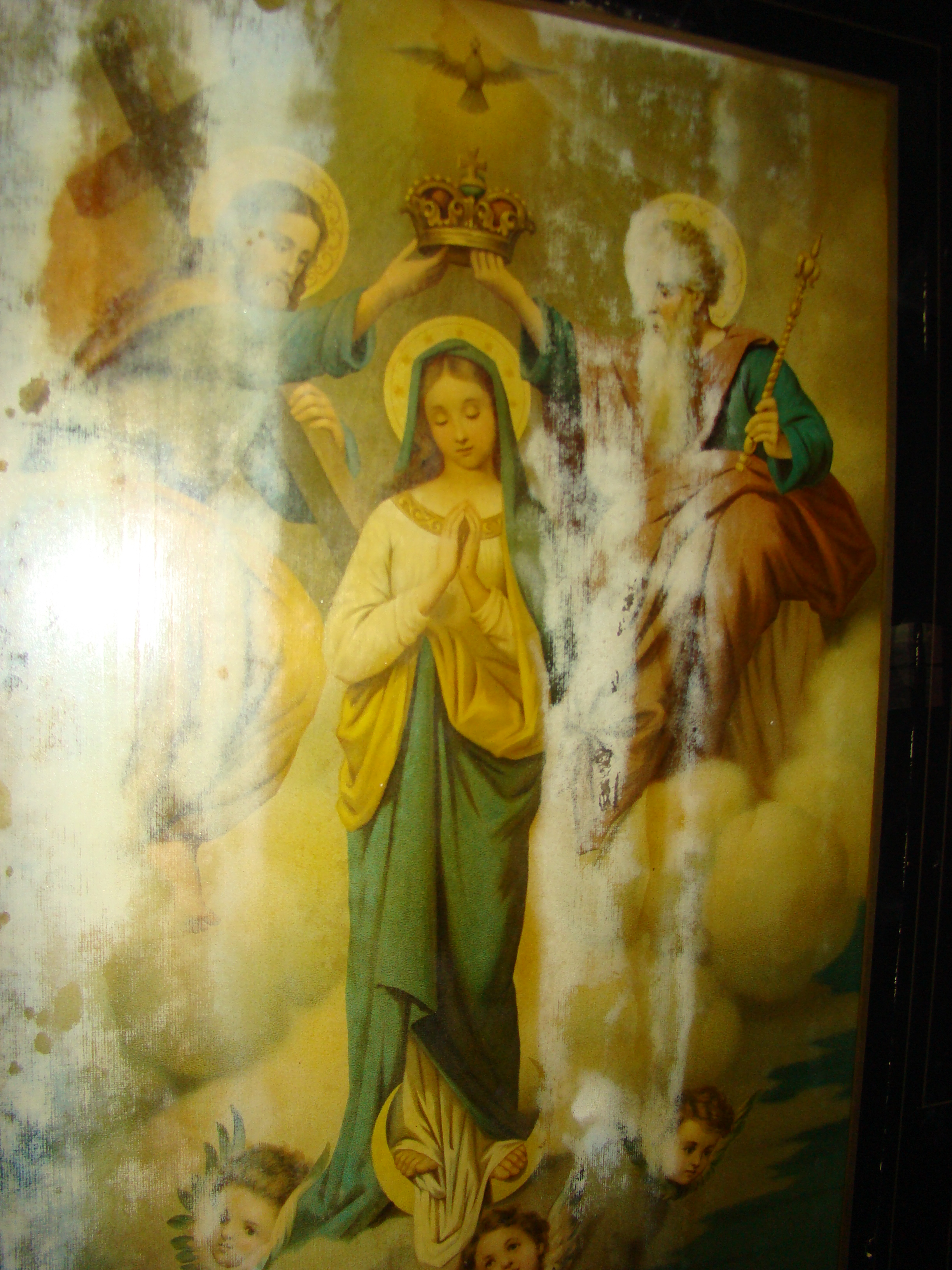
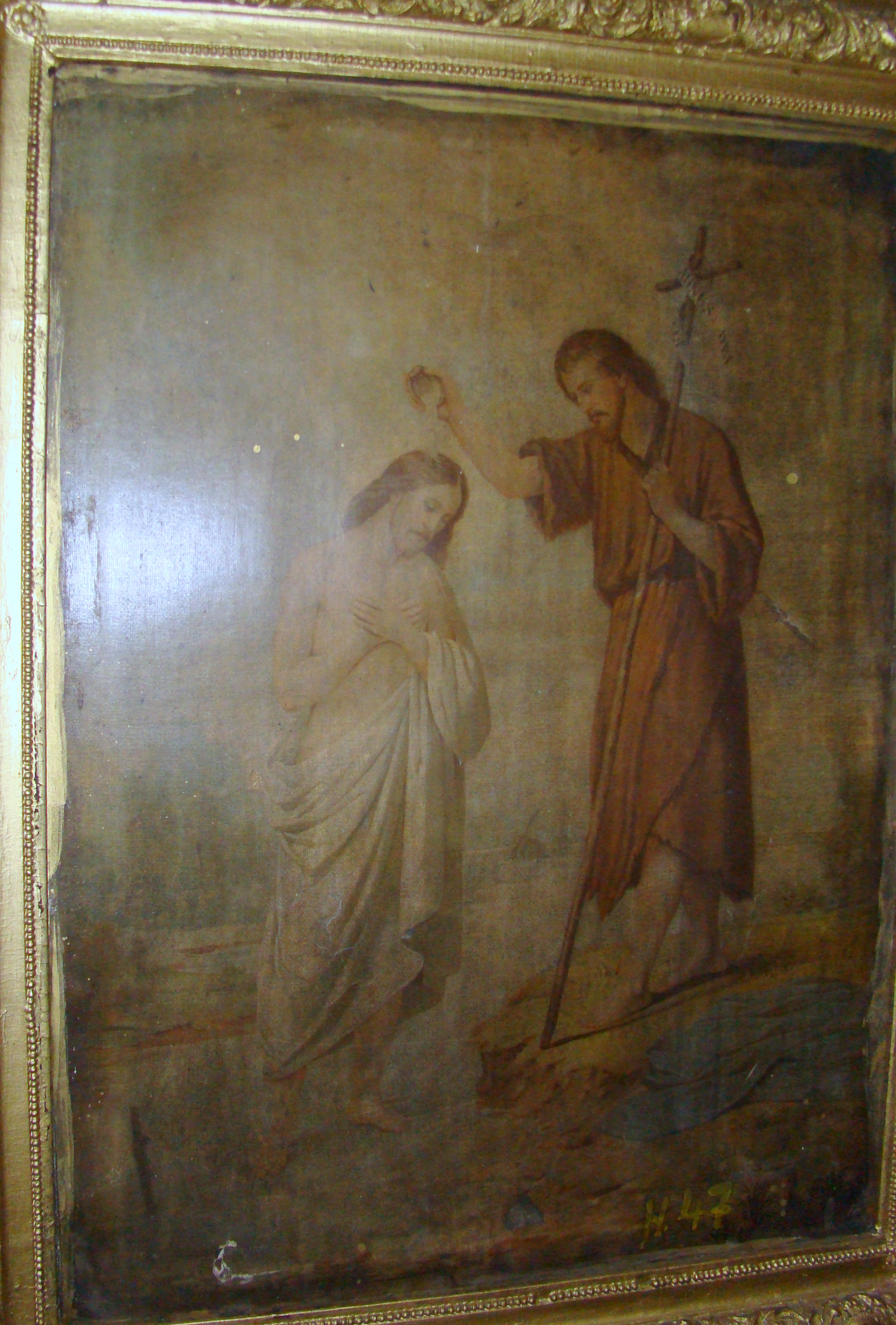
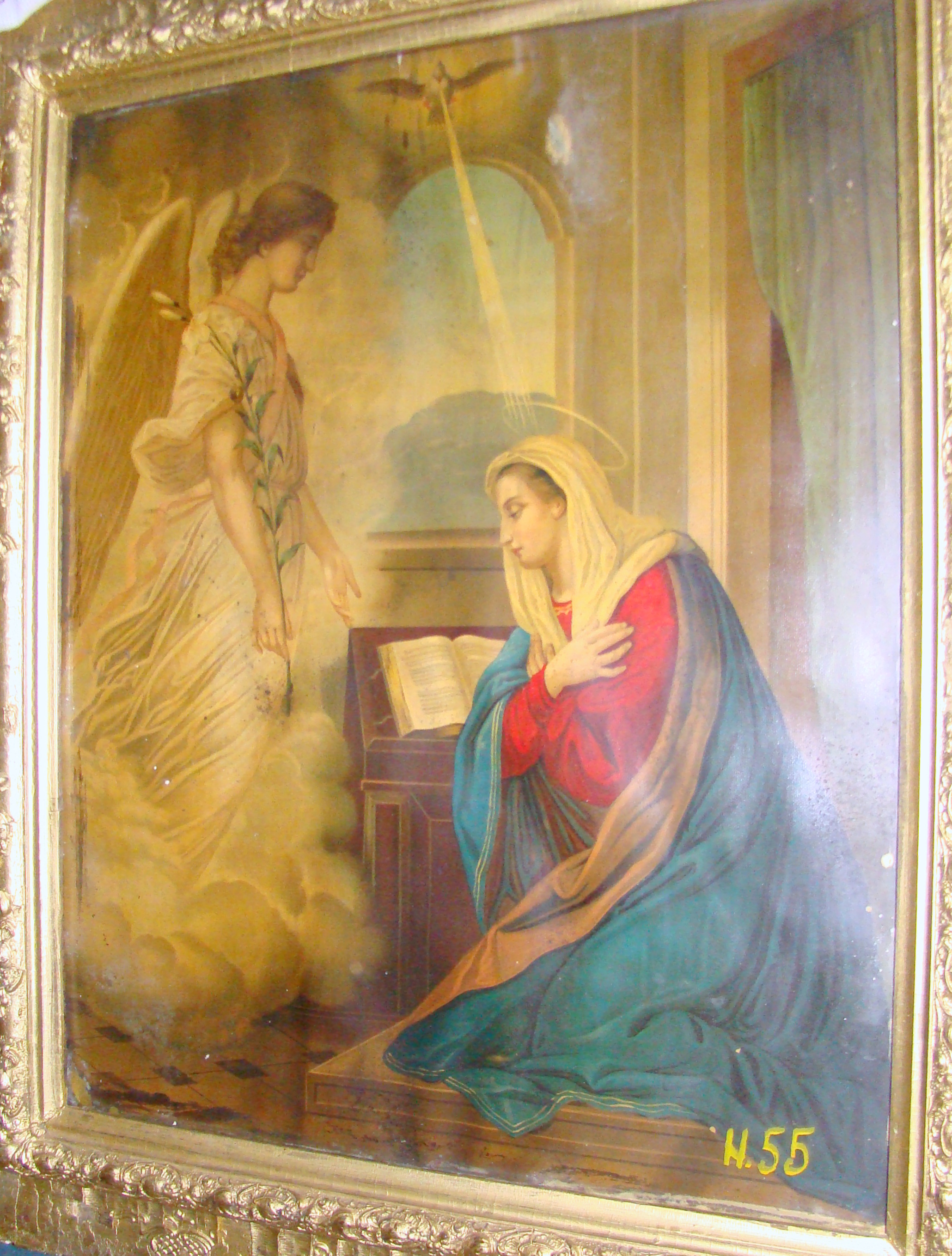
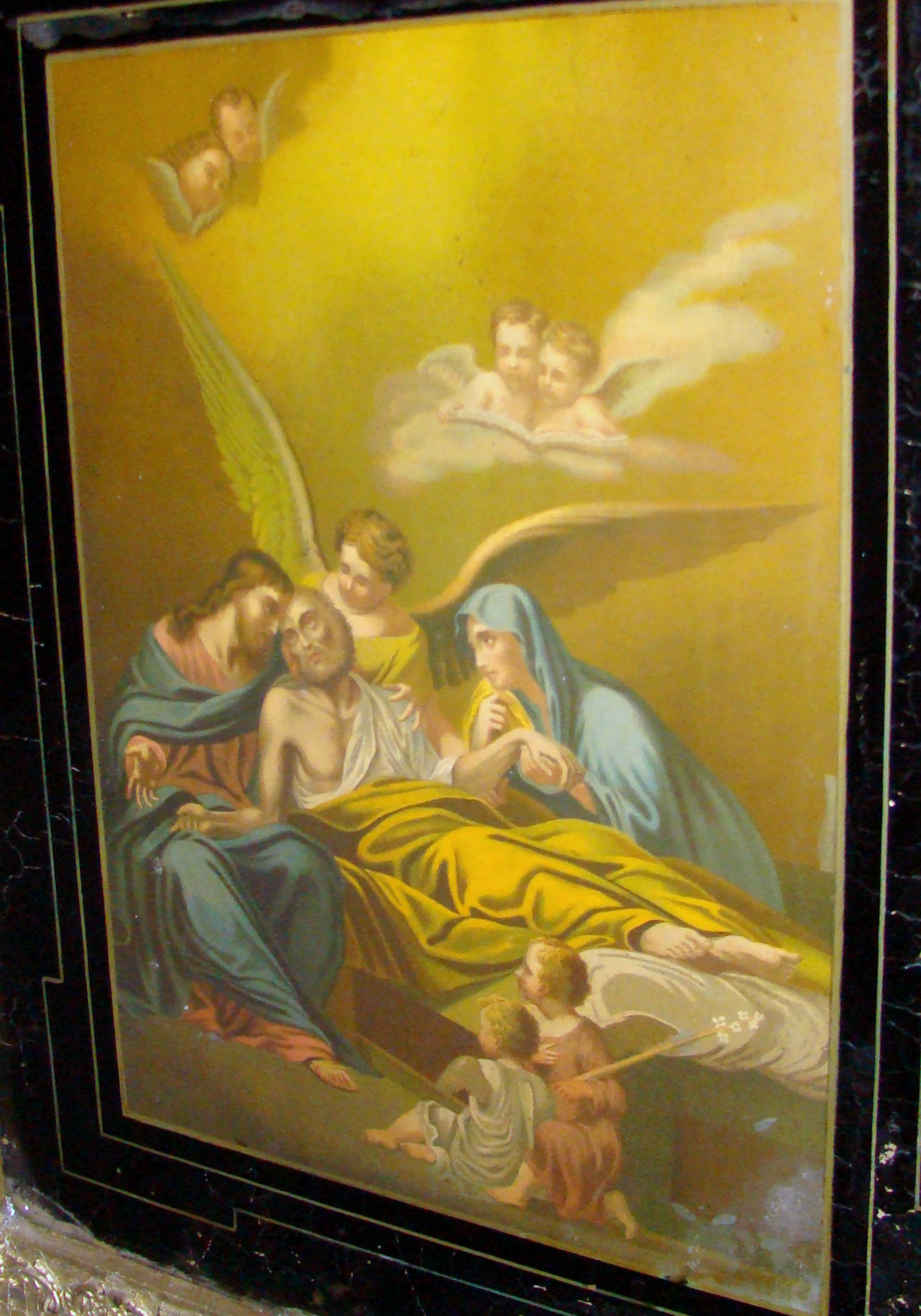
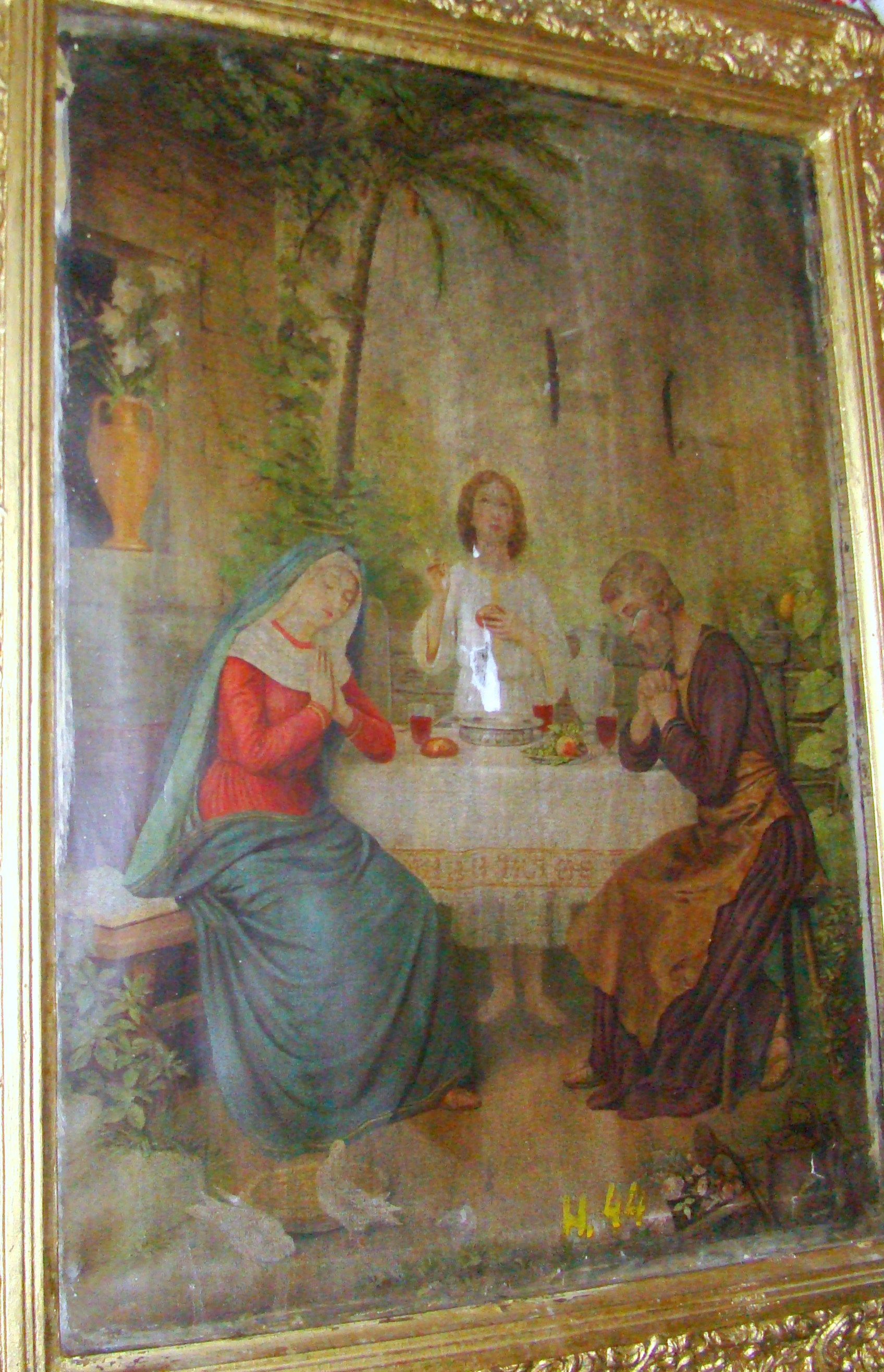
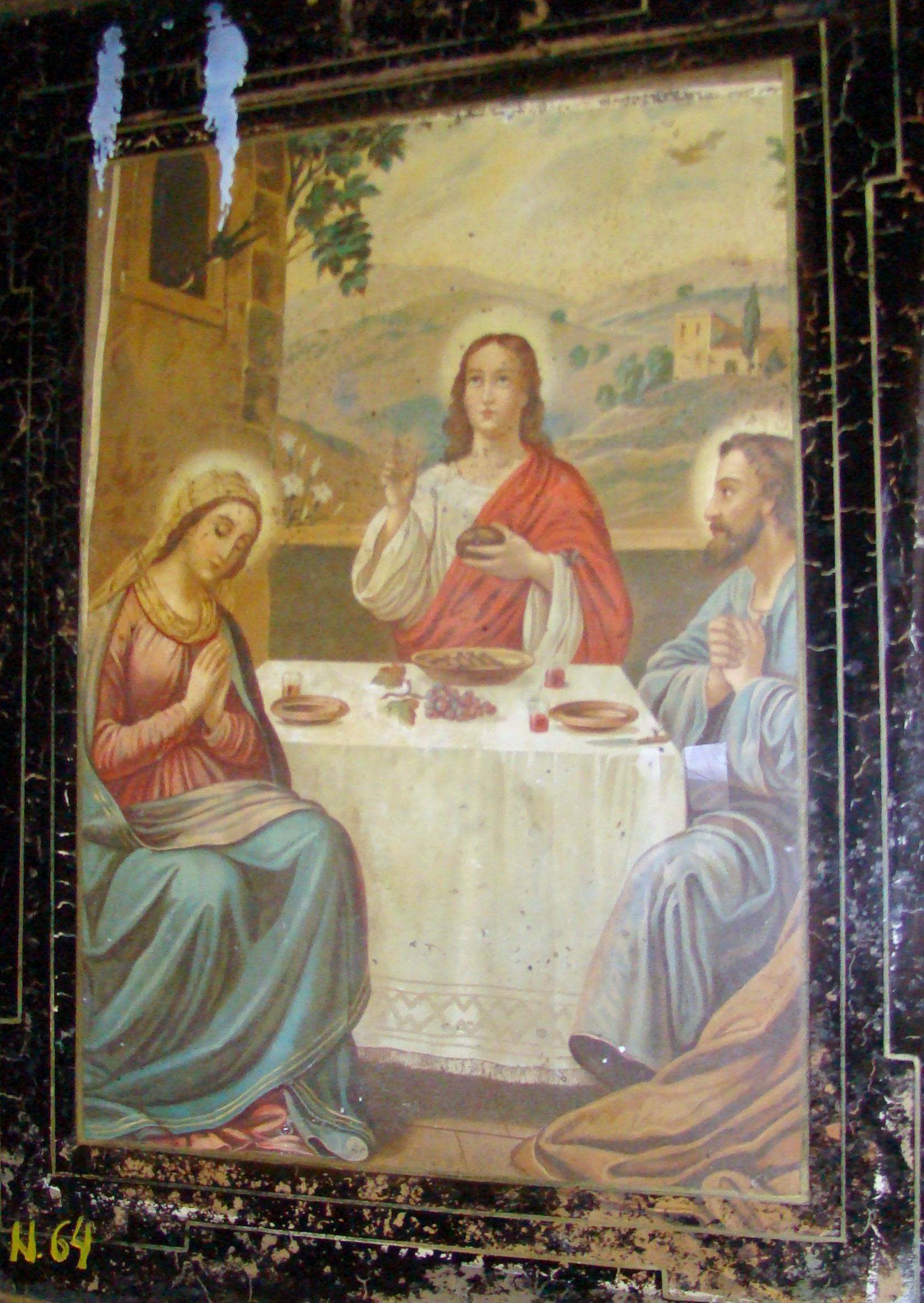
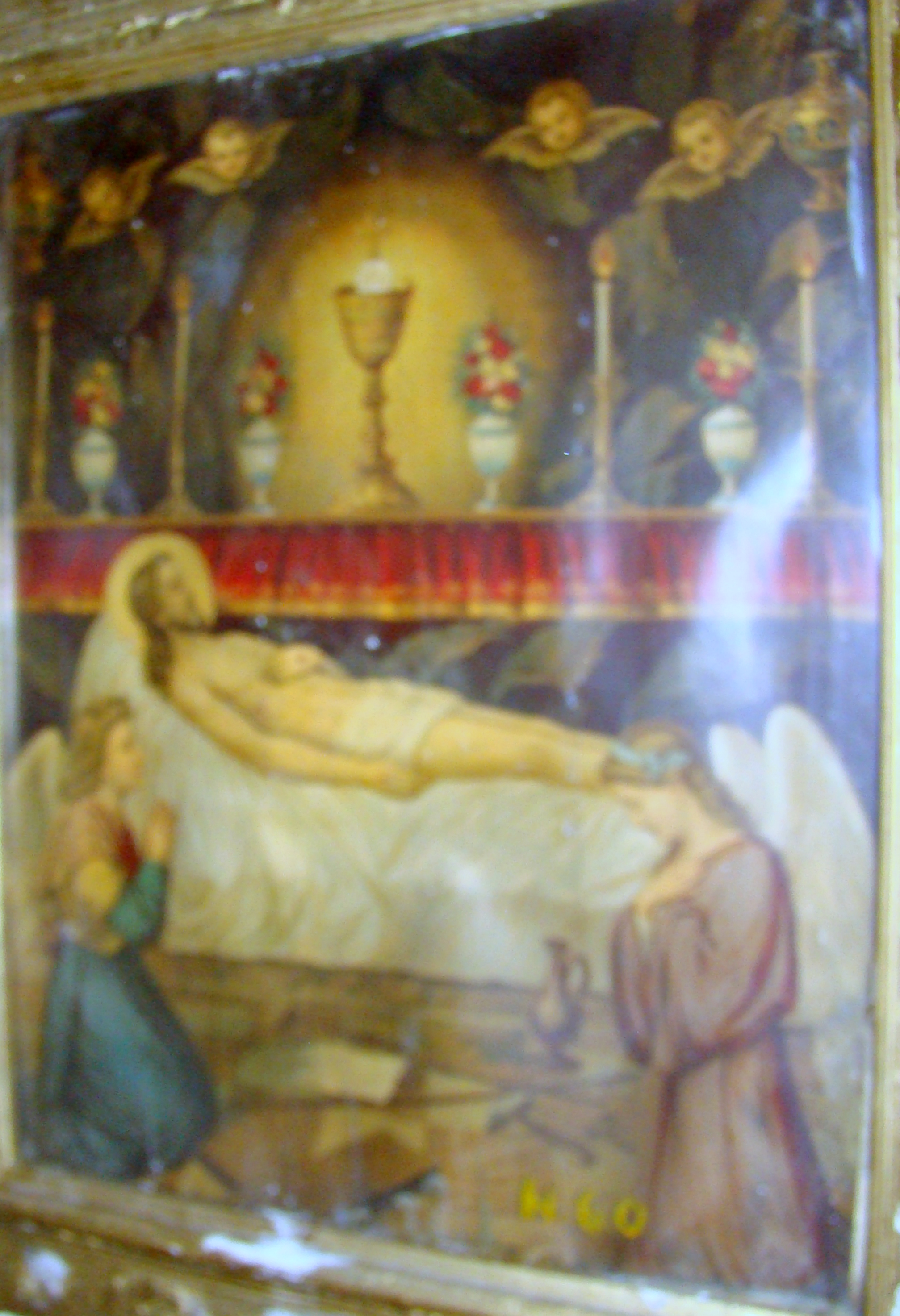
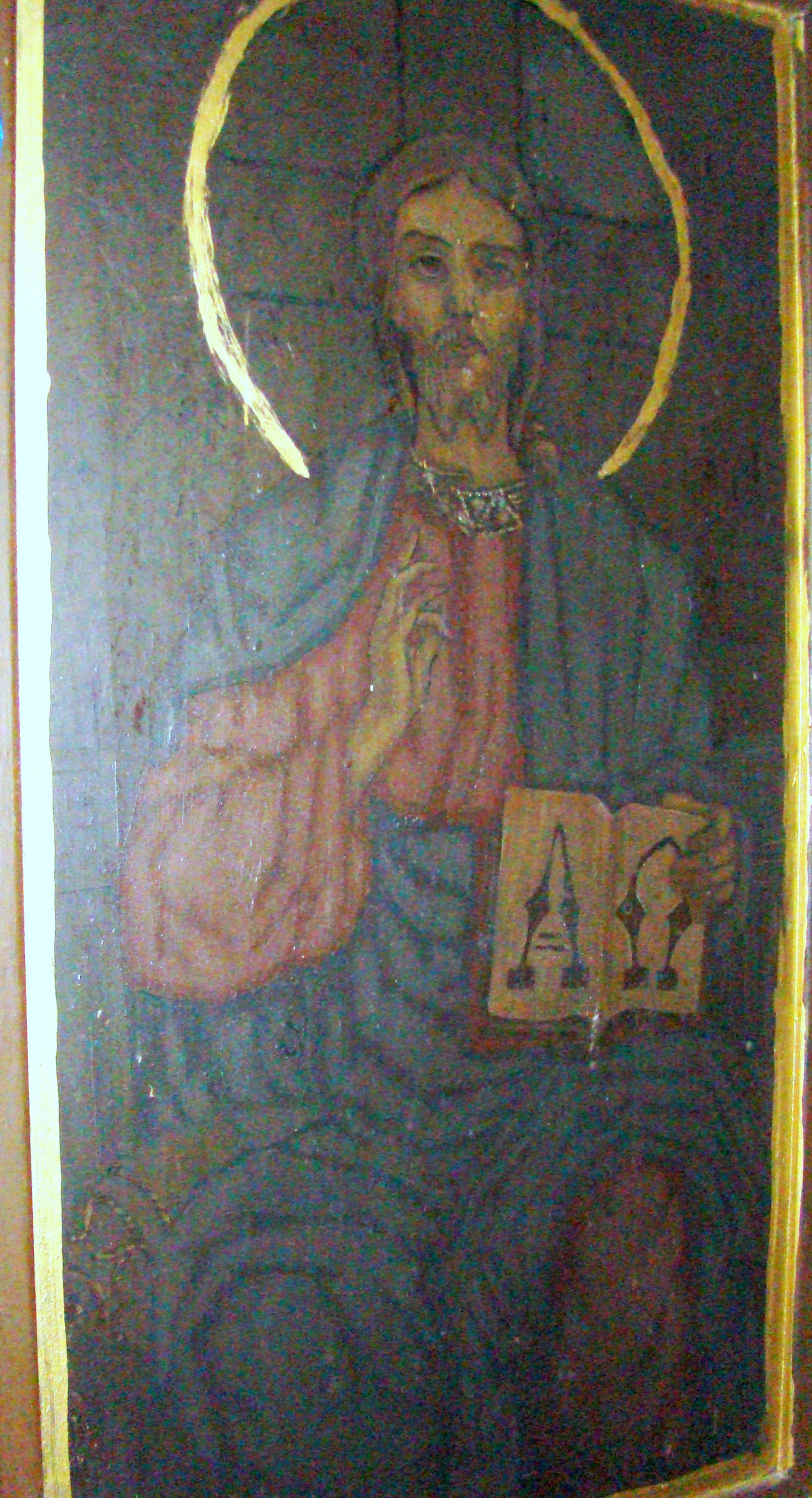
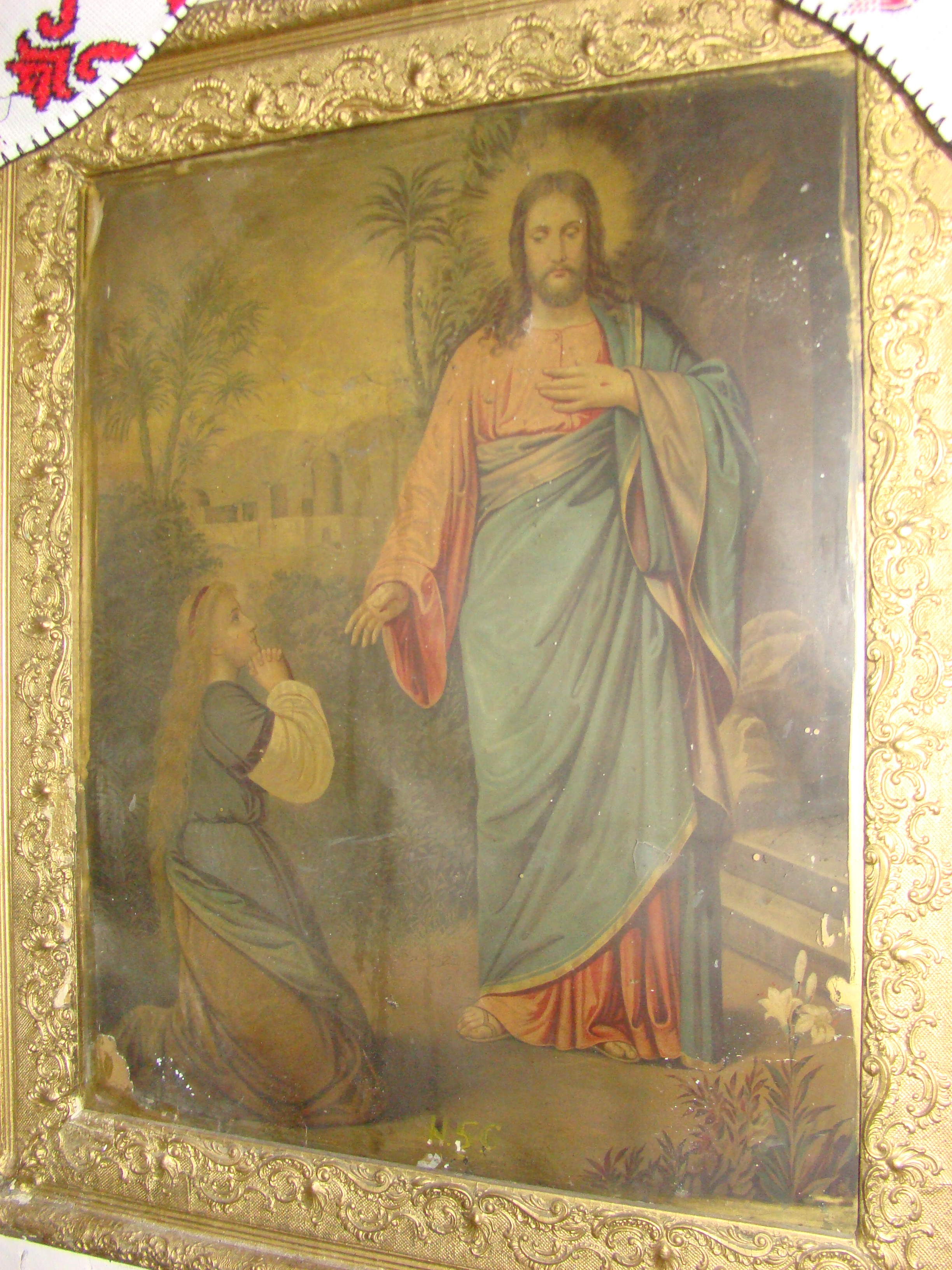
Noli me tangere
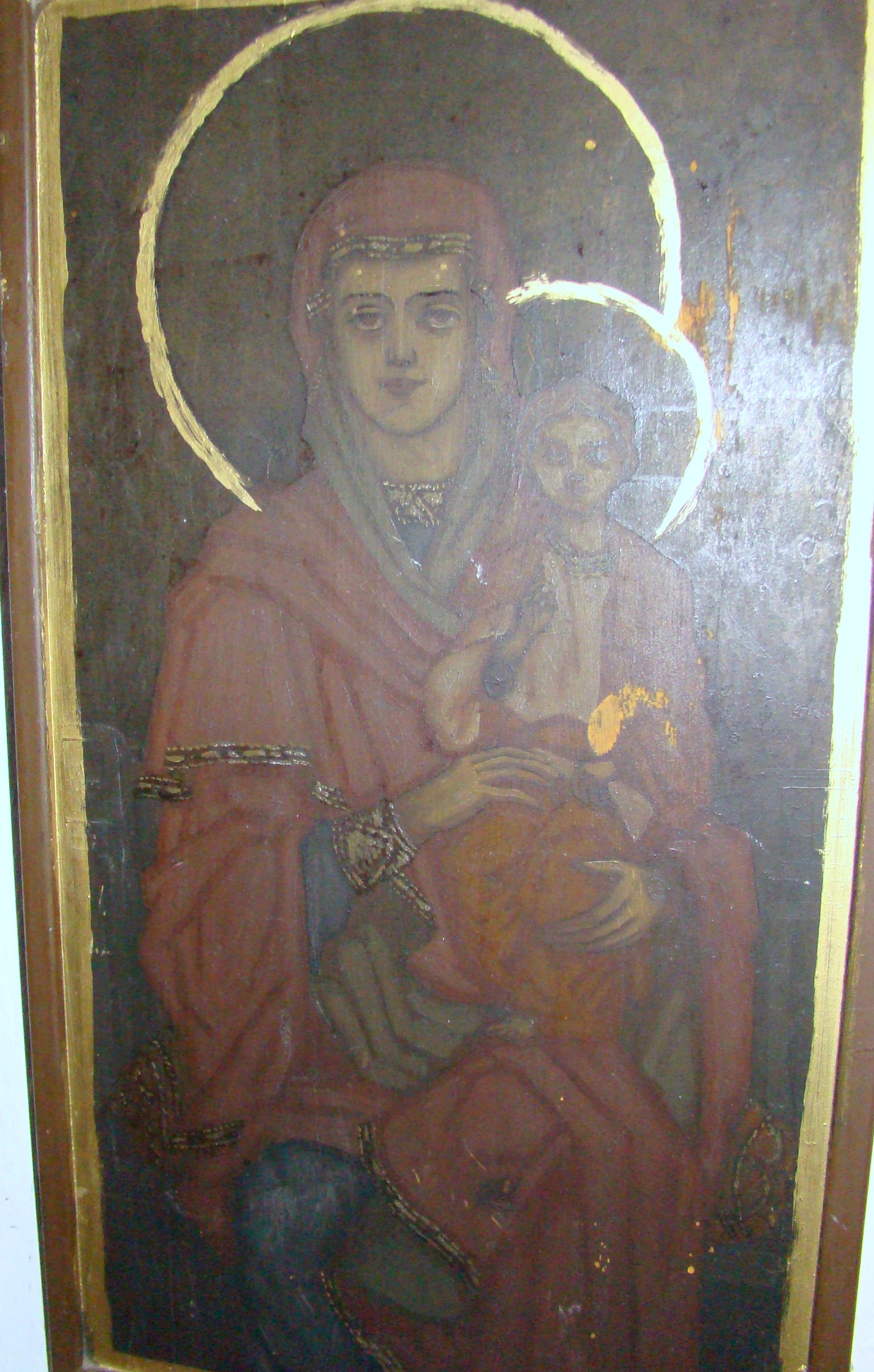
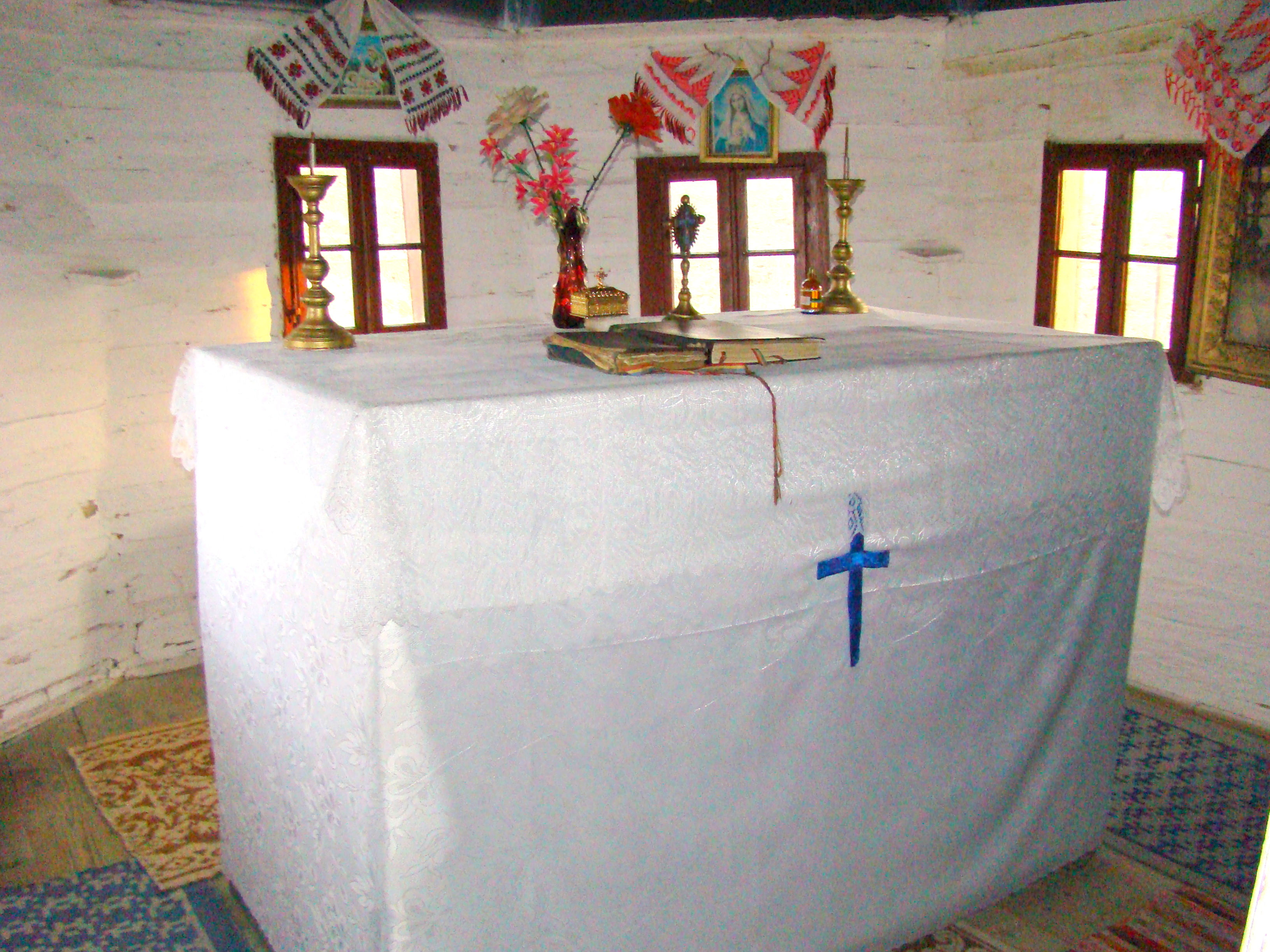